# 뤼지냥가
뤼지냥 가(Maison de Lusignan)는 프랑스를 기원으로 한 유럽의 왕조로,  중세 시기인 12세기에서 15세기까지 유럽의 많은 지역과 예루살렘, 키프로스, 아르메니아등이 포함된 레반트 지역을 통치했었다. 또한 프랑스와 잉글랜드에도 많은 영향력을 가졌었다.
뤼지냥 가문은 10세기 초 프랑스 서부 뤼지냥 인근인 푸아투에서 기원했다. 11세기 말에 이 지역 최고 소 영주가 되며 성장하였다. 12세기 말 혼인과 상속을 통해 뤼지냥 가의 방계는 예루살렘 왕국과 키프로스 왕국의 지배권에 다다르게 되었다. 13세기 초 본가는 앙굴렘과 마르슈 백작령을 상속하였다.
십자군 국가들의 왕으로서, 그들은 곧 킬리키아 왕국의 헤투미 가 통치자들과 접촉을 가졌고, 14세기 중반에 혼인을 통해 상속하였다. 맘루크 술탄국이 이들을 정복하면서, 아르메니아 계통은 프랑스로 망명을 갔으며, 결국에는 러시아로도 갔다고 전해진다.
키프로스 계통이 그들의 권리를 혈통이 단절될때까지 소유했었다. 키프로스 왕국은 15세기 말 베네치아 공화국에 합병되고 만다.

## 초대 뤼지냥 가

### 기원

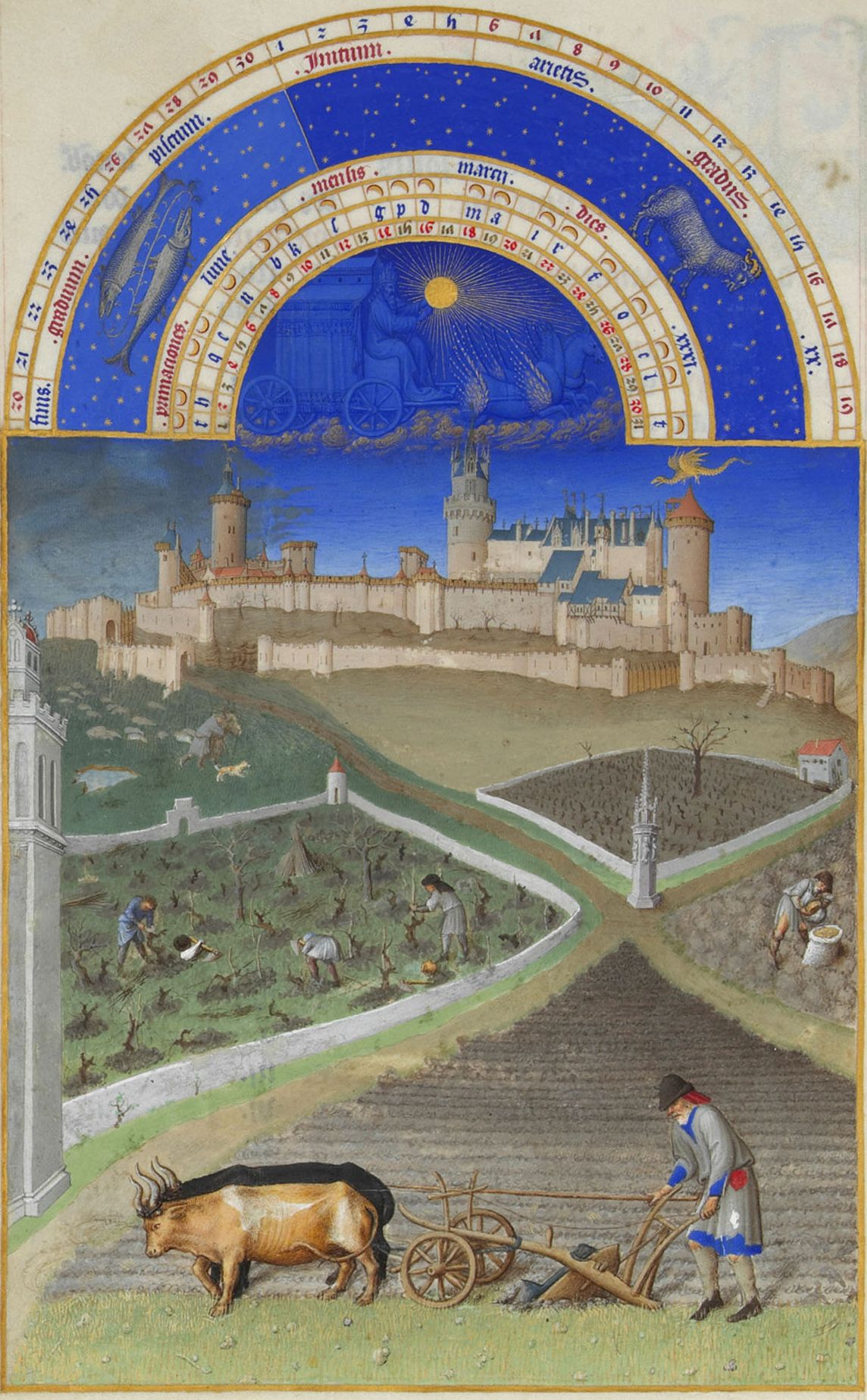
베리 공작의 아주 호화로운 기도서 중 3월의 뤼지냥 성.

푸아티에 인근 뤼지냥 성은 뤼지냥 가의 주요 거점이였다. 이곳은 나중에 종교 전쟁 도중에 파괴되었으며, 뤼지냥에는 터만 남게 되었다. 전설에 따르면 뤼지냥 성의 초기 성은 민속 전승에 나오는 물의 정령인 멜리진이 세웠다고 전해진다. 뤼지냥 성의 영주는 라 마르슈의 영주들이였으며, 앙굴렘 백작들과 자주 격돌했다.

### 프랑스 내

#### 뤼지냥 영주

뤼지냥 영주들의 문장.

- 위그 1세 (10세기 초)
- 위그 1세 (967년 사망)
- 위그 1세
- 위그 4세
- 위그 5세 (1060년 사망)

#### 라 마르슈 백작
위그 6세는 알모디의 후손으로서 라 마르슈 백작령을 상속하였다.
- 위그 6세 (1110년 사망)
- 위그 7세 (1151년 사망)
- 위그 8세 (1165년 사망)
- 위그 9세 (1219년 사망)

#### 우 백작
- 라울 1세 (1197년–1246년)
- 라울 2세 (1246년–1250년)
- 마리 (1250년–1260년)

#### 라 마르슈와 앙굴렘 백작

문장에서 사자는 제3차 십자군 전쟁 기간에 사자심왕 리차드에게서 받은 것이다.

위그 9세의 아들인 위그 10세는 이자벨 당굴렘과 혼인하였고, 덤으로 앙굴렘을 확보하게 되었다(1220년).
- 위그 10세 (1249년 사망)
- 위그 11세 (1250년 사망)
- 위그 12세 (1270년 사망)
- 위그 13세 (1303년 사망)
- 기 (1308년 사망)
- 욜랑드 (1314년 사망)

욜랑드는 뤼지냥, 라 마르슈, 앙굴렘, 푸제르의 영지를 1308년 프랑스의 군주 필리프 4세에게 매각하였다. 뤼지냥 가의 영토는 프랑스 왕실의 직속지가 되었고 왕가의 공동 속지가 되었다.

### 십자군 군주

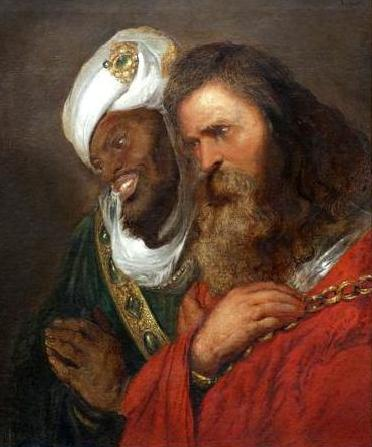
기 드 뤼지냥과 살라딘. 1625년 얀 리번스의 Saladin en Guy de Lusignan

1170년대 아모리 2세 드 뤼지냥이 푸아티에 인근 뤼지냥의 가문 영지들을 사자심왕 리처드(그 당시에는 아키텐 공작)에 의해 그의 영토에게서 추방당한 후 예루살렘에 도착했다. 아모리는 이벨린의 보두앵의 딸 에시바(Eschiva)와 혼인했고 백작 집단에 입성하게 되었다.
그는 또한 야파 아스칼롱 백작령을 보유한 보두앵 4세의 이혼한 어머니인 아녜스 드 코트네의 후원자가 되었고 시돈의 르노와 혼인시켰다. 그는 야파의 콘네타블로 임명되었고, 그 후에는 왕국의 콘네타블로 임명되었다. 그가 아녜스의 연인이라는 위험한 소문이 있기도 했지만 이는 미심쩍다. 이러한 그의 선전 활동은 아모리 1세의 친척이자 옛 섭정인 트리폴리 백작 레이몽 3세와 연관된 이블랭 가의 정치적 영향권로부터 벗어나기 위한 것이였다. 아모리의 동생 기 드 뤼지냥은 1180년 부활절 전에 도착했다. 에르눌은 아모리의 조언에 따라 그 시간에 도착했다고 말했음에도 기 드 뤼지냥의 도착 시간은 정확하게 알려지지 않았다. 많은 현대 역사가들은 기가 이미 1180년에는 이미 예루살렘에 도착했다고 믿고있지만 이를 뒤받침 하는 동시대의 증거는 없다. 그러나 뤼지냥 가의 아모리의 성공은 확실히 동생 기의 사회적 정치적 발전을 가능하게 하였다.
오래된 기록들(에르눌과 티레의 윌리엄에게서 얻어진)은 아녜스는 미망인 공녀였던 그녀의 딸 시빌라를 트리폴리 백작 레이몽을 포함한 그녀의 정치적 경쟁자들이 선택한 이와 혼인하기를 강요하며 더 많은 통제력을 행사하고자 했던 그들에게 대한 걱정이 많았다. 아녜스는 아들에게 시빌라와 기의 결혼을 권유함으로써 이러한 계획을 좌절시킨 것으로 알려졌다. 그러나, 이전의 역사가들이 묘사했던 것보다 덜 유연하다고 여겨지는 왕은 국제적인 영향을 고려하여:시빌라를 지역 출신의 귀족이 아닌 외부의 도움을 왕국에 보낼 수 있는 사람과 결혼시켜야 했다. 새롭게 왕위에 오른 프랑스의 필리프 2세는 미성년자였고, 보두앵의 사촌인 잉글랜드의 군주 헨리 2세가 가장 가망이 있는 것으로 보였다. 그는 교황에게 토머스 베켓 사건으로 인한 참회를 지고있다. 기는 헨리와 푸아투의 리처드의 가신이기도 했고, 이전에 반항적이었기 때문에 그를 해외에 유지하기를 원했다.

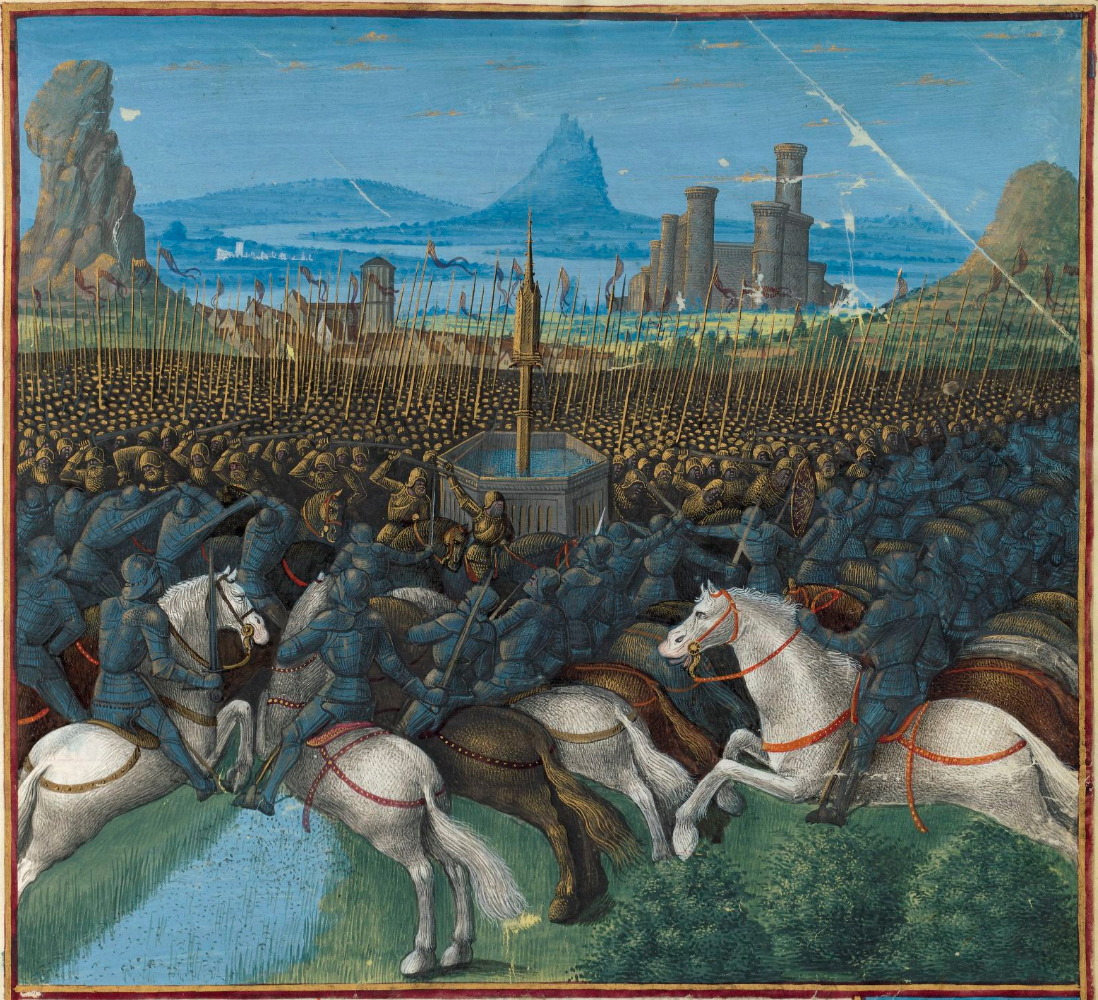
하틴 전투에서 기 드 뤼지냥은 살라딘에게 생포되고, 예루살렘을 상실하고 말았다.

기와 시빌라는 레이몽 세력들이 쿠데타를 일으켜 아모리의 장인 이블랭의 보두앵과 그녀를 결혼시키려하는 것을 방지하기 위해 1180년 부활절에 서둘러 결혼했다. 이 혼인으로 기는 야파 아스칼론의 백작과 예루살렘의 대법관(bailli)이 되었다. 그와 시빌라는 알리스(Alice)와 마리(Marie) 두 명의 딸을 두었다. 시빌라는 이미 굴리엘모 룬가스파다와의 첫 번째 혼인에서 아들 한 명을 가졌다.
야심적인 인물이던 기는 1182년 초에 보두앵 4세를 하여금 그 자신을 섭정으로 임명시켜야한다고 설득했다. 그러나 그와 샤티용의 르노은 2년간의 정전 기간 동안 살라딘을 자극하였다. 보두앵 4세가 그에게 더욱 환멸감을 느끼게 한 것은 1183년 말의 케라크 공성전 동안의 기의 군사적 우유부단함이였고 1184년 보두앵 4세는 그의 누이와 기의 결혼을 무효화시키려 하였다. 보두앵 4세는 충성스러운 자형을 원했지만, 기의 완고함과 반항으로 실패했다. 시빌라는 아스칼론에 남아 있었음에도 아마도 그녀의 의지에 반하지는 않았을 것 같다.
그의 누이이자 상속인을 기에서 쫓아 내지 못한 왕과 대의회는 상속자를 바꿔버렸다. 그들은 시빌라의 첫 번째 혼인에서 태어난 아들 보두앵 5세를 시빌라보다 상속 우선 순위에 두었다. 그들은 또한 시빌라가 상속에서 스스로 제외시키지는 않았음애도, 시빌라와 이자벨(보두앵과 대의회가 시빌라만큼 동등하게 상속을 받을 자격이 있다고 인정한) 사이에 군주를 선택하는 과정을 수립했다. 1186년에 보두앵 5세가 사망하자, 시빌라와 기는 무장한 경호원을 동반하여 장례식에 참석하기 위해 예루살렘을 방문했다. 시빌라는 기와의 혼인을 무효화한다는 조건하에 예루살렘의 여왕으로 즉위했다. 그 대가로 그녀는 자신이 선택한 사람과 결혼 할 수 있었다. 기와 재혼하려는 그녀의 결정은 귀족들을 분노케했다.

12세기 십자군 국가들의 지도. 당시 뤼지냥 가는 예루살렘 왕국, 안티오크 공국, 트리폴리 백국들을 다스렸다.

예루살렘의 왕으로 그의 통치 기간은 일반적으로 재앙으로 간주되는데; 1187년에 하틴 전투에서 살라딘에게 패배했으며, 다마스쿠스에 투옥된 반면 살라딘은 거의 왕국 전체를 정복했다.
그의 석방 후, 기와 시빌라는 티레에서 피난처를 찾았으나, 이자벨의 남편인 코라도 1세 델 몬페라토에게 그들의 입국을 거부당했다. 1191년 아크레 공성전 기간에 시빌라와 딸 두 명이 사망하고 말았다. 이자벨이 예루살렘의 여왕 자리를 계승했다. 기는 리마솔을 떠나 신임 잉글랜드의 군주인 리처드를 만났다. 그는 리처드의 키프로스 정복에 합류했으며, 키프로스 정복은 리처드의 약혼자를 포로로 데려간 키프로스의 영주에 대한 보복이었다. 이후 리처드와 기는 아크레 공성전으로 돌아왔다. 리처드는 예루살렘에 대한 그의 모든 권리를 포기하고 기를 지지한 반면, 프랑스의 군주와 오스트리아 공작은 그들의 친척인 코라도를 지지했다. 기는 적들에게 둘러쌓인 코라도의 목숨을 구해내기도 했다. 리처드는 예루살렘 왕국의 문제를 표결에 부쳤고, 코라도가 투표에 승리하며, 기는 권력을 상실하고 말았다.
리처드는 키프로스를 성전기사단에 팔았는데, 성전기사단은 기에게 키프로스를 다시 매각했다. 기는 그의 형 아모리에게 키프로스를 남긴 체 1194년에 사망했다. 신성 로마 제국 황제 하인리히 5세는 아모리를 초대 키프로스의 왕으로 임명하였다. 1197년 아모리는 뤼지냥 가에게 예루살렘 왕위를 다시 되돌려준 이자벨과 혼인했다. 키프로스의 왕으로 그의 첫 번째 행위 중 하나는 무슬림들과 5년간의 휴전 협정을 맺는 것이었다.

### 잉글랜드에서
한편 프랑스에서는 다른 푸아투 지역의 영주들처럼 "위그 드 브룅"(Hugh Le Brun, 거무스름한 위그)은 1199년에 존이 잉글랜드의 왕위를 계승했을 때 사자심왕 리처드에게 있어 보다 나은 후계자였던 아르튀르 1세 드 브르타뉴를 지지하였다. 엘레오노르 다키텐은 잉글랜드 왕위에 대한 푸아투 영주들의 존의 지지를 거래했다. 라 마르슈에서 그의 위치를 지키기 위해, 홀아비가 된 위그는 그의 앙굴렘 경쟁자의 딸 이자벨 당굴렘과의 약혼을 주선했다. 그러나 존은 1200년에 그녀와 혼인하고, 위그의 라 마르슈와 그의 형제가 소유한 노르망디의 외를 강탈했다.
불만을 품은 뤼지냥 가 일원들은 프랑스의 군주인 필리프 2세로 편을 돌렸다. 필리프는 존의 참석을 요구했고 존을 "반항적 인 가신"이라고 선언했다. 뤼지냥의 동맹 세력들이 아르튀르와 엘레오노르를 감금하자, 존은 12월 12일 미르보 성에서 예상치 못한 군대를 동원하여, 위그와 포로 200명을 사로잡았다. 존의 포로들에 대한 야만적인 처우는 그의 지지자들 사이에서 분노를 불러 일으켰으며, 그의 프랑스 남작들은 그를 몰아 내기 시작했다. 뤼지냥의 외교적 반란은 잉글랜드의 프랑스의 영토 절반을 상실하게하는 결과를 만들어냈다. 이렇게 상실한 영토들은 곧 필리프에 의해 프랑스에 흡수되었다(아키텐의 절반은 살아있던 엘레오노르의 소유였다) 존이 1216년에 그의 아들 헨리 3세를 두고 사망하자, 이자벨은 1220년에 위그 10세 드 뤼지냥과 혼인했고, 5명의 자녀를 두었다.
위그 10세 드 뤼지냥의 막내 아들 기욤 드 뤼지냥으로 태어난 기욤 드 발렝스는 잉글랜드의 군주 존의 미망인 이자벨 당굴렘과 혼인하여 라마르슈의 백작이 되었다. 1247년 기욤은 배다른 형제 헨리 3세의 요청에 그의 두 형제와 함께 프랑스에서 잉글랜드로 건너갔다. 헨리는 제1대 펨브룩 백작 윌리엄 마셜의 후계자이자 손녀인 조앤 드 뮨센시(Joan de Munchensi)를 기욤과 혼인시키며, 빠르게 그의 형제들을 요직에 배치시켰다. 발렝스는 토지 소유권과 그에게 많은 부와 새로운 영지에서 권력을 가져다준 펨브룩 백작 작위를 부여받았다. 결과적으로 그는 인기가 없었고, 시몽 드 몽포르가 일으킨 반란에 맞서 왕과 왕세자 에드워드 1세를 지지하며 제2차 남작 전쟁에서 깊은 관여를 하였다. 1265년 이브샴 전투에서 마침내 반란군을 패배시킨후, 기욤은 헨리 3세, 그후에는 에드워드 1세를 1296년에 사망할때까지 섬겼다.
기욤의 장남 제2대 펨브룩 백작 에메르 드 발렝스는 아버지의 영지를 상속받았지만, 그의 어머니 조앤이 1307년에 사망할때까지 공식적으로 펨브룩의 백작으로 인정받지 못 했다. 그는 1306년 스코틀랜드의 수호자로 임명되었지만, 에드워드 2세의 즉위와 그에 대한 결과로 피어스 개버스턴의 반란으로, 그의 영향력은 줄어들었다. 그는 불만 귀족 세력들 중 중요 인물이 되었다. 워윅 백작이 개버스턴을 붙잡으라는 실행을 배신한 이후인 1312년에 에메르 드 발렝스는 영주 동맹 세력을 이탈하여 왕에게 합류하였다. 발렝스는 1314년 배넉번 전투에 참가했고, 토머스 플랜태저넷을 물리치는데 에드워드 국왕에게 도움을 줬다. 그러나 1324년에 에메르가 사망하고 나서, 에드워드는 궁정에서 다시 힘이 약화되었고, 또한 재정적 어려움을 겪었다. 헨리 3세의 후손이자 에메르의 미망인 마리 드 샤티용은 남학생을 받는 펨브룩 대학교의 설립자이기도 하다. 그녀는 또한 케임브릿지와 일리 사이에 데니 수도원을 세워, 수녀들과 함께 그녀의 남은 생애를 보냈다.

### 키프로스의 왕
무슬림들과의 6년간의 평화 협정이 끝난 후에는 아모리와 왕가의 대부분이 사망했다. 그의 유일하게 살아남은 아들 위그는 1205년 키프로스의 군주가 되었다. 예루살렘 왕국은 이자벨과 코라도의 장녀 마리아 델 몬페라토에게 넘겨졌다. 위그는 그의 이복 자매이자 이자벨과 앙리 2세 드 샹파뉴의 딸인 알릭스 드 샹파뉴와 혼인했다. 그들은 세 명의 자녀를 가졌다. 막내이자 유일한 아들인 앙리는 1218년 불과 생후 8달에 지나지 않은 나이에 키프로스의 왕이 되었고, 알릭스는 공식적으로 섭정이 되었다. 그의 숙부 이블랭 가의 필리프는 왕위 뒤에서 힘을 행사했고, 그의 형제 장 디블랭도 그러하였다.
앙리가 1225년 니코시아의 성 소피아 성당에서 8세의 나이에 즉위했다. 그의 숙부는 신성 로마 제국의 황제 프리드리히 2세가 권력 장악을 할 것으로 예측하여 정치적인 책략 의도로서 대관식을 조기에 치루었다. 프리드리히 2세는 1228년 장 디블랭에게 강제로 섭정권과 키프로스를 넘겨받았다. 그러나 프리드리히가 4월에 섬을 떠나자, 장은 반격을 가해 섬을 재장악하며 롬바르디아인 전쟁이 발발했다. 앙리는 15세가 된 1232년에 왕국의 소유권을 맡았다. 그는 1246년에 인판트 콘라트 4세의 예루살렘 왕국 섭정이 되었고, 1253년까지 그 일을 맡았다. 앙리는 세 차례 혼인했고 아들 위그 한 명을 두었다. 그 소년은 1253년 그의 죽음으로 왕위에 올랐지만, 그는 불과 생후 두달에 지나지 않았다. 위그가 1267년 14세의 나이에 사망하면서, 초대 뤼지냥 가의 통치는 막을 내렸다.

## 두 번째 뤼지냥 가

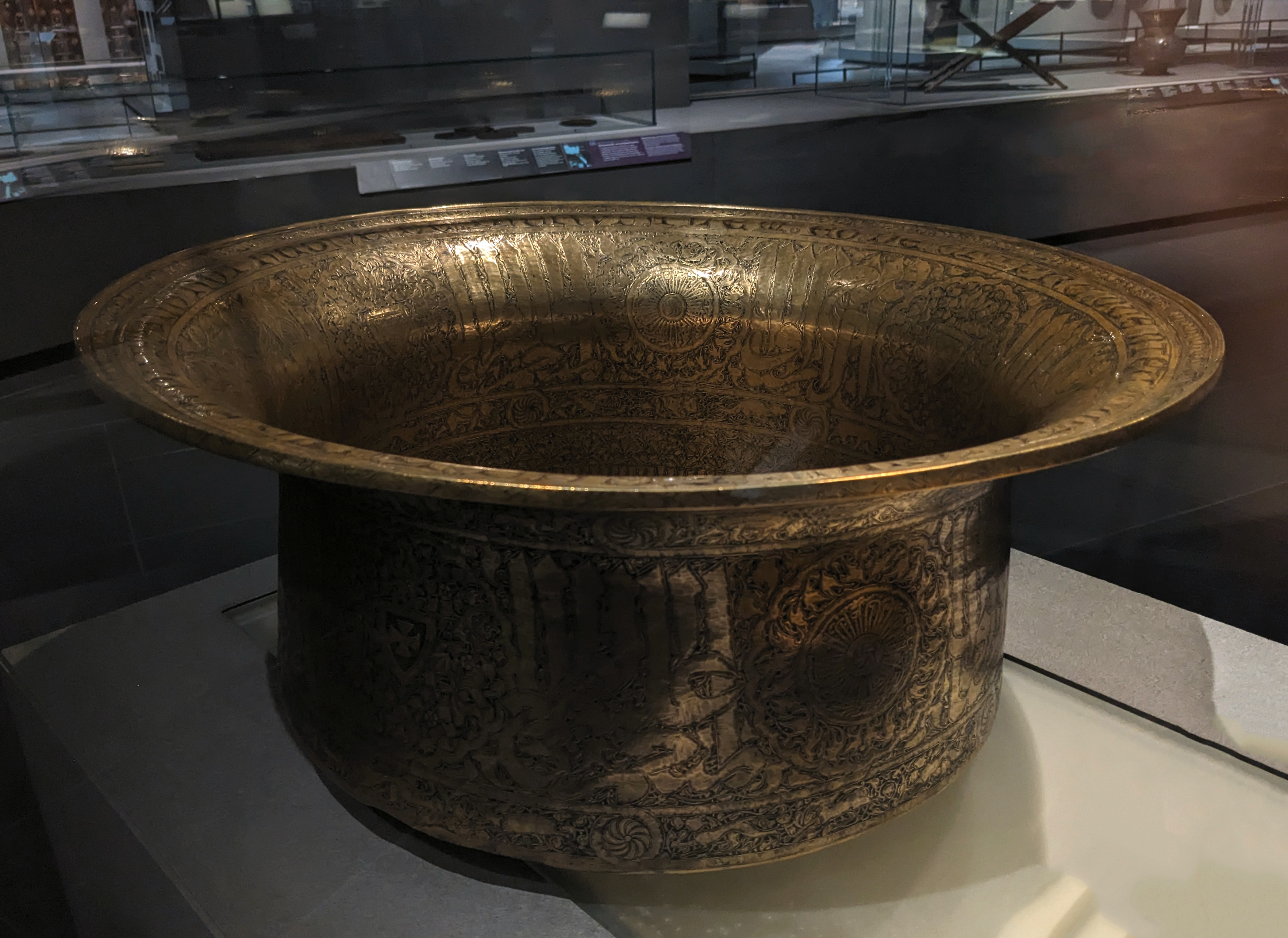
키프로스의 위그 4세에 의해 주문된 세면기. 이것에 새겨진 아라비아어로 된 적힌 글을 읽자면: "신의 총애를 받는 이, 프랑크족의 최정예 선발대 중 한 명인 뤼지냥 가의 위그의 주문에 만들어짐". 프랑스어로 된 글을 읽자면: "Très haut et puissant roi Hugues de Jherusalem et de Chipre que Dieu manteigne." ("매우 고귀하고 강력한 예루살렘과 키프로스의 왕이자 신이 보살피시는 위그"). 14세기 이집트 또는 시리아에서 만들어졌다. 루브르 박물관 소장중이다.

### 성전기사단의 몰락
당시 키프로스의 위그 1세를 친할아버지로 두었던 안티오크의 위그 3세는 뤼지냥이라는 성을 가진뿐만 아니라, 두 번째 뤼지냥 가를 세웠다. 그는 죽은 친척에게서 키프로스의 왕위를 계승했다. 1268년에 콘라딘이 처형 당한 후에는 예루살렘의 왕위에 올랐다. 위그는 예루살렘 귀족들을 상대하면서 좌절감을 느끼고 1276년 키프로스로 떠났다. 성 토마스 아퀴나스는 위그를 위해 《On Kingship》을 쓰기도 했다.
1284년 그의 아들 장은 키프로스와 예루살렘의 왕위를 계승했지만 1년 뒤에 사망하고 말았다. 장은 그의 형제 키프로스의 앙리 2세에게 독살되었다고 믿어지고 있다. 1291년 예루살렘 왕국의 마지막 영토가 이집트의 술탄 알아슈라프 카릴에게 점령당했다. 앙리는 키프로스로 달아났고 왕국은 그의 통치하에서 번창했다. 그는 그들의 역사에 최초로 "고등 법원" (Haute Cour)을 기록을 남기고, 단순 자문위원회에서 범죄자를 재판한 진정한 법원으로 발전시켰다. 예루살렘 탈환이라는 그의 목표는 페르시아와의 동맹, 교황 클레멘스 5세에게 두 차례의 도움 요청에도 불구하고 이뤄지지 못했다.
앙리는 당시에 그를 옴짝달싹 못하게 한 뇌전증을 앓았다. 일부 귀족들은 그의 통치하에서 불만을 키워갔고, 키프로스의 콘네타블인 그의 형제 기는 그를 향한 음모 혐의로 처형당했다. 그들의 형제이자 티레의 공작 아모리는 그를 왕위에서 끌어내리고 아르메니아로 망명시켜버렸다. 그는 아모리의 처남 아르메니아의 군주 오쉰에게 감금되었다. 아모리는 베네치아, 제노바, 성전 기사단과의 관계를 회복했고, 대중들에게 인기를 얻게 되었다.
1300년 티레의 공작 아모리는 성지를 탈환하기 위해 가잔 칸 통치 하의 몽골과의 공동 군사 작전에 착수했지만 성공을 거두진 못 했다. 1307년 프랑스의 군주 필리프 4세의 압력 하에 클레멘스 5세는 모든 성전 기사단원들에 대한 체포 명령을 내리고 그들의 재산을 압류했으며, 아모리도 선택의 여지가 없었다. 이는 소규모 분란을 일으켰고 앙리에게 왕위를 되찾아야 한다는 요청을 하기도 했지만, 빠르게 불만은 가라앉았다. 체포된 이들 중 일부는 이블랭 가 출신의 두 귀족들이 포함되었다. 아모리는 1310년 시몽 드 몽톨리프(Simon de Montolif)에게 살해되었다. 살해 이후 오쉰은 앙리 2세를 풀어주었다. 성전 기사단원의 도움으로 앙리는 왕위를 되찾았다. 아모리를 도왔던 이들은 체포되었고, 이중에는 아모리의 살해 후 통치자로 활동했던 그의 형제 에메리가 포함되었다.

### 아르메니아의 군주

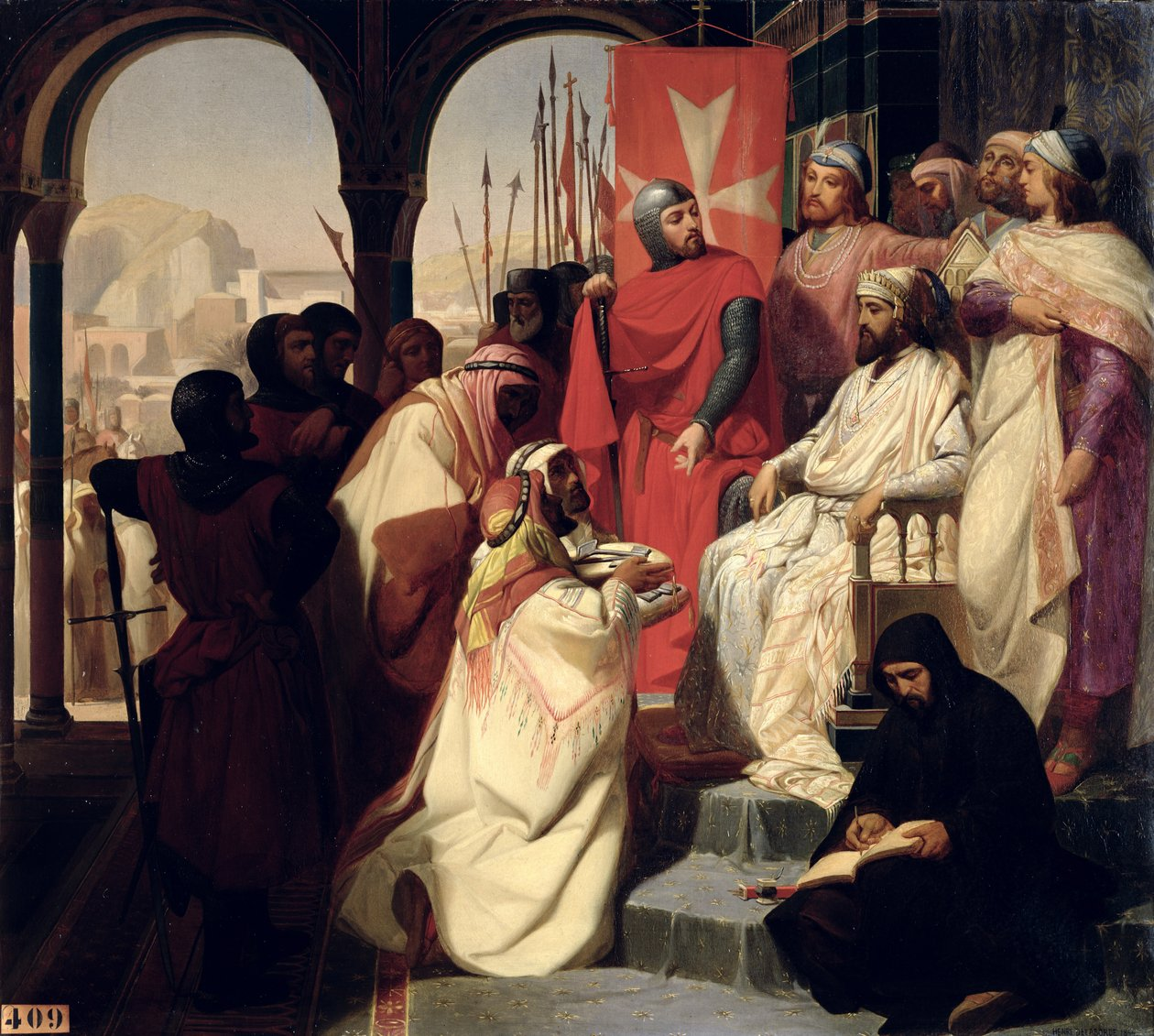
왕좌의 아르메니아의 군주 콩스탕탱 3세. "Les chevaliers de Saint-Jean-de-Jerusalem rétablissant la religion en Arménie", 1844년 앙리 들라보르드 작.

1342년 아모리의 손자 기 드 뤼지냥은 아르메니아의 군주로 선출됐고 콩스탕탱 2세라는 이름을 사용했다. 그는 처음에 이전의 군주를 독살했다는 루머가 있었고, 기의 어머니와 그의 형제들을 살해한 코리코스의 오쉰이 섭정으로서 있다는 것을 꺼려했다. 그의 통치하에서 아르메니아 사도교회를 국교로 삼던 아르메니아인들에게 서유럽의 로마 가톨릭과 유럽인들의 삶의 방식을 도입하려 했다. 아르메니아 지도층들은 폭넓게 가톨릭을 받아들였지만, 농민층들은 변화에 반발했다. 마침내 이는 내전으로 이어졌다. 콩스탕탱은 1344년 반란으로 살해당했고, 왕위는 뤼지냥 가 출신인 그의 먼 사촌 고스탕탱에게 넘어갔다. 그는 콩스탕탱 3세라는 이름으로 통치했다. 그는 잠재적 왕위 주장자들을 제거하기 위해 그의 친척들을 제거하려 했고, 그들은 키프로스로 달아났다.

### 키프로스 뤼지냥 가의 황금기
위그 4세 드 뤼지냥은 29세의 나이에 군주가 되었고, 이전의 뤼지냥 가 출신의 왕들과는 달리 키프로스의 왕이 되어서, 그는 예루살렘을 이끌어 달라는 그의 아들 피에르의 요청을 거부했다. 그는 대신 자신의 영지 문제를 집중하는 것을 선호했고 재판에 엄격했다. 피에르와 그의 셋째 아들 장이 유럽으로 떠나자, 그는 그들을 도운 이들을 찾아 고문을 한 뒤 교수형에 쳐했고, 아들을 찾아서 투옥하기 위해 배를 보냈다. 그는 예술, 문학 및 철학에 강한 관심을 보였으며, 라피토스의 여름 별장에서 정기적으로 철학적 토론을 진행했고 이탈리아 작가 조반니 보카치오에게 《이교도 신들의 계보에 관하여》를 주문하기도 했다. 1347년 왕세자 피에르 드 뤼지냥은 가문의 모토인 "Pour Lealte Maintenir"를 모토로 지닌 검 기사단(Chivalric Order of the Sword)을 창설했다.
1357년 그는 왕위에서 물러났고, 추정 상속인이였던 손자 위그 대신에 무장을 하고 나타난 피에르 왕위가 넘어갔다. 피에르는 키프로스가 중동의 마지막 기독교 요새였기 때문에 무슬림들과 싸우는 것이 자신의 의무라고 믿었고, 소아시아의 항구들을 약탈했다. 코리코스의 사람들은 무슬림들로부터의 보호 요청을 하였고, 그는 코리코스 공방전을 이끈 그의 친척 로베르토 드 뤼지냥(Roberto de Lusignan)을 보냈다. 뤼지냥은 성공을 거뒀고, 여러 무슬림 지도자들은 피에르에 맞서 키프로스에 대한 공격을 시작했다. 피에르는 로도스의 성 요한 기사단, 교황청 군대, 지중해 해적단을 모아, 무슬림들이 상륙하기 전에 이슬람 함대를 무찔렀다. 안탈리아에서의 또 다른 패배 이후, 그 지역의 나머지 에미르들은 그에게 공물을 바치기로 제안했고, 그는 받아 들여 그의 가문 깃발, 깃발 및 문장과 상징물들을 보내어 그 도시들에 걸어놓도록 하였다. 그는 개인적으로 그가 정복했던 도시들을 방문했고 트로피와 선물을 받았으며 일부 사람들에게는 경배를 받았다.
피에르가 키프로스로 돌아왔을 때 그는 왕위를 잃을 위험에 처해있었다. 이전에 추정 상속인이였던 위그가 그를 왕으로서 인정을 받기 위해 교황 우르바노 5세에게 간 것이였다. 피에르는 그의 재판에 참석하기 위해 아비뇽으로 향했다. 우르바노 5세는 피에르의 편을 들어줬지만 위그는 보상금으로 매년 높은 이득을 취했다. 피에르는 또한 교황과 또 다른 십자군 문제를 논의했으며, 그의 군대를 강화시키기 위해 다른 유럽의 군주들과 지지배자들을 방문하기로 결정했다. 그는 유명한 "다섯 왕의 연회"가 열린 곳인 독일, 프랑스, 잉글랜드를 방문했다. 1363년 피에르는 폴란드의 카지미에시 3세가 주최하는 크라코프 회의에 참석하기도 했다. 참석한 이들로는 신성 로마 제국의 황제 카를 4세, 헝가리의 군주 러요시 1세, 덴마크의 발데마르 4세, 그외 영주들과 공작들이였다. 회의에서 다뤄진 문제들에는 피에르의 십자군, 군주들 사이의 강화 조약, 폴란드 왕위 계승이였다. 그곳에서 열린 토너먼트에서 피에르는 우승을 하며, 그의 위신을 더했다.

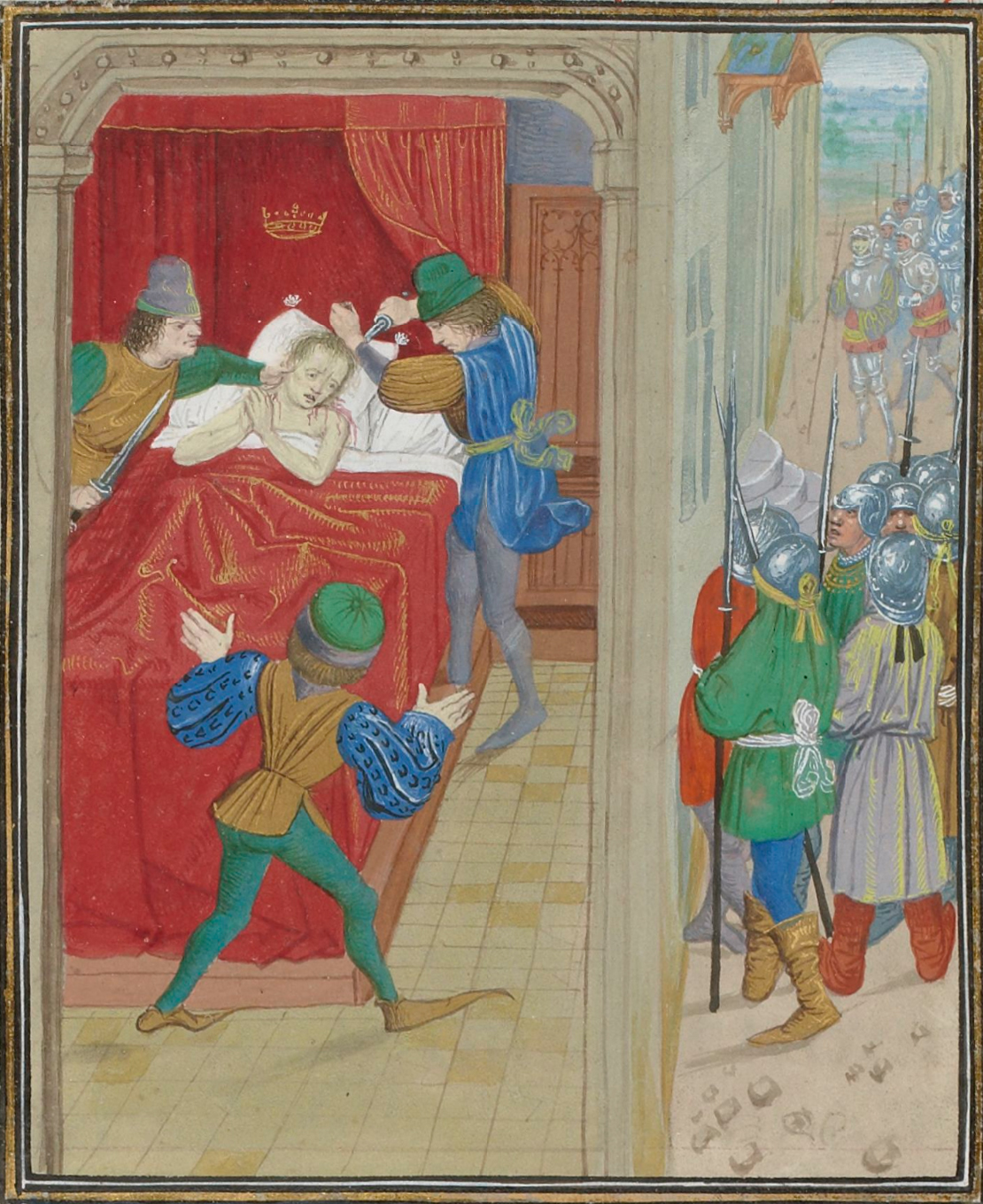
피에르의 암살. "Assassinat Pierre de Lusignan, roi de Chypre", 15세기 장 프루아사르 작.

피에르가 십자군 준비와 승인을 받는 동안, 그의 동생 장은 키프로스의 부왕으로서 통치했고 많은 문제를 직면했다. 1363년에 그들의 자매 에시바(Eschiva)를 포함한 많은 키프로스인들이 사망한 유행병이 발생했다. 튀르크인들은 키프로스인들이 사망했다는 소식을 들었고 그곳을 습격해 약탈한 기회로 이용했다. 이 시기에 파마구스타에 정박한 제노바 해군과 키프로스 현지인들 사이에 분쟁이 발생하기도 했다. 당시에 제노바에 있던 피에르는 평화를 주선했다. 그는 주요 지지자들의 지원을 얻는데 실패했고 그가 가진 병력들로 십자군을 준비했다. 그는 알렉산드리아를 약탈해냈지만 카이로를 향한 진격이 막히며, 술탄을 진조하게 하는데만 성공한다. 피에르는 베이루트와 트리폴리로 향했고, 1368년에는 십자군으로 전 유럽이 뭉치기를 다시 한번 시도했다. 교황 우르바노 5세는 피에르의 십자군에 대한 보복으로 기독교도들의 배를 공격한 이집트의 술탄과 피에르 사이에 강화 조약을 대신 해주었다. 피에르의 통치하에서 증가한 무역은 파마구스타를 당시 가장 부유한 도시 중 하나가 되도록 이끌었다. 부유한 사람들이 호화로운 환경에서 살 수 있는 곳으로 유명해졌다.
그의 로마 방문 중에, 피에르는 아르메니아의 귀족들이 그를 왕으로 추대하고 싶다는 말을 전해들었다. 그는 키프로스로 돌아가서 왕비가 멀리있는 동안 외도를 저질다는 것을 알게되었고, 그는 형제를 포함하여 그녀가 총애하던 모든 귀족들을 압제했다. 1369년 피에르는 그의 호위 기사 세 명에게 침실에 있는 동안 암살당했다. 그의 통치 시기에 그는 기사도의 모범으로 알려졌고, 뤼지냥 가의 가장 위대한 군주였다. 그의 자리는 그의 12살의 아들이 피에르 2세로서 계승했다.
그의 동생 장은 12세의 피에르 2세의 섭정으로서 있었다. 장의 선임은 많은 이들이 반대했으며, 특히 장의 암살을 주선했다고 의심받는 피에르의 부인 레오노르가 그러했다. 복수를 맹세한 레오노르는 피에르 1세의 암살자들에 대한 처벌을 위해 유럽으로부터 군사적 도움을 청했다. 제노바를 이를 받아들여, 1373년에 침공하여 당시 가장 중요 항구였던 파마구스타를 점령해냈다. 피에르 2세는 키프로스를 방어하기 위해 소아시아의 여러 도시에서 군대를 소집시켰고, 그로 인한 손실을 입었다. 그는 제노바와 협상을 하였는데, 그 조건 중 하나는 그의 아버지 피에르 1세의 막내 동생인 자크를 키프로스에서 추방한다는 것이였다. 이로 인해 전쟁은 끝났고, 자크는 로도스에 있던 제노바인들에게 붙잡혀, 제노바에 억류되었다. 전쟁이 끝나고 레오노르는 여전히 그가 그녀의 남편을 살해했다고 믿었기에 마침내 장을 죽였다. 피에르 2세는 이집트의 술탄과 평화 협정을 체결하고 1382년 니코시아에서 사망했다.
키프로스 의회는 자크 1세를 새로운 왕으로 추대하기로 결정했다. 불행하게도 자크는 제노바인들에게 억류된 상태였다. 포로 잡힌 동안 그는 브라운슈바이크그루벤하겐의 헬비스와 혼인하여 12명의 자녀를 두었다. 키프로스에서 제노바인들에게 더 많은 권리를 내준 후에야 그는 풀려났다. 그가 없는 동안 키프로스는 12명의 귀족으로 이뤄진 의회가 통치했다. 왕이 되고자 했던 페로트(Perotte)와 빌몽드 드 몽톨리브(Vilmonde de Montolivve) 형제가 이끄는 일부 귀족들은 그의 귀환을 반대했다. 1385년 자크는 다시 돌아와, 니코시아에서 왕위에 올랐다. 1388년에 그는 예루살렘의 왕위에 올랐고, 1393년에는 그의 친척 레옹이 사망하자, 아르메니아의 왕위에도 올랐다. 1398년에 자크는 사망했고, 그의 아들 야뉘스가 이어받았다.

### 아르메니아 멸망

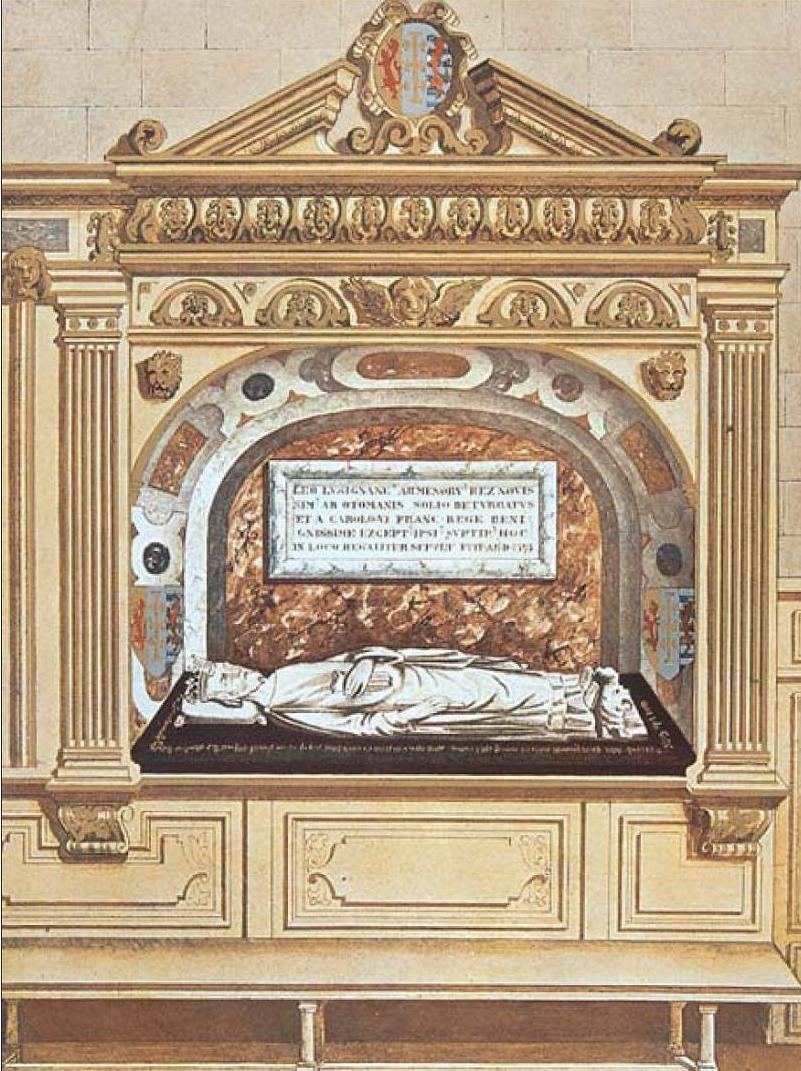
파리 셀레스틴회 수도원의 아르메니아의 마지막 군주 레옹 5세의 무덤. 프랑스 혁명 때 훼손되었고 생드니 대성당에 새롭게 다시 지어졌다.

그의 친척이자 사망한 후, 아르메니아의 군주 콩스탕탱 4세는 피에르를 적으로 둔 이집트의 술탄과 동맹을 맺으려 했다. 이는 술탄에게 합병되는 것을 두려워하던 아르메니아의 남작들의 분노를 일으키게 했으며, 1373년 콩스탕탱 4세는 살해당하고 만다. 1374년 레옹 5세 드 뤼지냥이 아르메니아의 군주로 즉위했다. 그는 콩스탕탱 3세를 피해 키프로스에서 자랐고, 피에르 1세가 창설한 검 기사단의 기사가 되기도 했었다. 1375년 아르메니아는 맘루크의 침략을 받았고, 레옹은 3 세기간의 주권을 거쳐 중세시대 아르메니아의 마지막 독립 국가를 종식시키고 항복하도록 강요 받았다. 아르메니아의 군주 작위는 그의 친척 자크 1세가 차지하여, 예루살렘과 키프로스의 왕위와 함께 합쳤다. 레옹과 그의 일가는 후안 1세 데 카스티야가 그의 몸값을 지불해줄때까지 카이로에서 포로 신분으로 있었고 후안은 그를 마드리드의 영주로 임명하였다. 그는 또다른 십자군 전쟁을 위한 지원 시도를 하다가 실패한 후 1393년 파리에서 사망했다.

### 예루살렘, 키프로스, 아르메니아의 군주
자크와 헬비스의 아들인 야뉘스는 샬로트 드 부르봉(Charlotte de Bourbon)과 혼인했고 이 혼인은 "야뉘스의 통치를 특징지어주는 뤼지냥 궁정내 프랑스 문화 활성화의 주춧돌"이라고 묘사된다. 샬로트는 1422년 1월 15일 질병으로 사망한다. 그녀는 니코시아의 성 도미니코 왕실 수도원에 안치되었다. 그녀의 후손중에는 키프로스의 샬로트 여왕, 나바라의 여왕 후아나 3세, 프랑스의 군주 샤를 8세, 프랑수아 1세, 앙리 2세, 프랑수아 2세, 샤를 9세, 앙리 3세, 앙리 4세외 그 이후 부르봉 가 출신 왕들과 안 드 프랑스, 스코틀랜드의 여왕 메리 등이 있다.
왕으로서 야뉘스는 제노바인들에 소유하던 파마구스타를 돌려받으려 했지만 공모자들에 의해 좌절되었다. 1403년 제노바의 총독 드 멩그르(de Mengre)는 야뉘스의 대리 조르조 빌리(Giorgio Billi)와 대화를 나눠, 도시들을 제노바의 소유에 넘기기로 동의한다. 이후에 그가 키프로스인들에게 세금 지불과 군대 및 공성 무기 징집을 강요하자, 그는 3년 동안 Famagusta를 포위했지만 도시가 바다로부터 연결되었기에 소용이 없었다. 1406년 포위가 끝나고 제노바인들은 리마솔을 점령하려 했지만 격퇴당했다.
2년 뒤 키프로스 섬에 전염병이 들이닥쳤다. 동시에 많은 메뚜기들이 섬을 덥쳐 농업 파괴를 야기시켰다. 1419–20년에 또다른 질병이 일어나, 야뉘스의 두 번째 부인 샬로트를 1522년 1월 15일에 사망하게 하였다. 그녀의 죽음으로 군주가 완전히 정신이 나가게 되었기에, 왕비의 시신은 야뉘스가 보지 못하게 하기 위해 궁정 밖으로 옮겨 장례식을 치렀다.
한편 키프로스는 여전히 해적과 여행가들을 위한 영구 기반이기 때문에 키프로스 해안 주변의 습격이후, 야뉘스는 야뉘스는 술탄의 대표자를 통해 이집트의 술탄과 반복적으로 논의했다. 야뉘스는 키프로스를 공격하게 한 이유를 준 무슬림들의 약탈을 막을 수 없었다. 키프로스의 귀족들과 왕국 관리들도 이 약탈에 참여하기도 했다.
이집트의 술탄 바르스베이는 키프로스에 여러 차례 군대를 보냈다. 1424년 소규모 군대가 리마솔을 공격했고, 1425년에는 이집트 군대가 파마구스타를 공격한 후에 키티, 드로몰락시아, 켈리아, 아라디푸, 아그리누를 포함한 인접 해안과 함께 라르나카를 약탈했다. 라르나카 이후, 그들은 리마솔로 가 역시나 그곳의 성을 포함한 약탈을 벌였다.
1426년 여름 맘루크는 섬에 대한 대규모 공격을 시작하였다. 탕그리베르 모하메드(Tangriver Mohamed)와 이날 엘 카키미(Inal el Kakimi)가 이끄는 마미크와 튀르크족, 아랍인들이 포함된 3,000명이 넘는 병력들이 아비디무(Avdimou) 인근에 180여척의 함대로 섬에 상륙했다. 리마솔은 또다시 점령되었다. 야뉘스는 군대를 모아 니코시아에서 리마솔로 이동했다. 그는 유럽으로부터 군사 지원을 했으나 헛수고였다: 제노바는 그들의 적이였고, 베네치아와 다른 이들은 술탄과의 상업적 관계를 무너트리고 싶지 않았다.
맘루크를 상대로 히로키티아 전투(1426년 7월 7일)가 벌어진 후, 야뉘스는 이집트 군대에게 붙잡혔다. 그는 카이로에 10달간 감금되어 있다가 보석금을 지불하고 풀려났다. 그가 감금되어 있는 동안 그의 형제인 니코시아 대주교 위그 랭슬로 드 뤼지냥이 키프로스를 다스렸었다.
그들의 승리를 거두고, 맘루크는 라르나카를 다시 약탈했고, 키프로스의 수도인 니코시아도 약탈했다. 왕가는 요새화되어 있던 키레니아(Kyrenia)로 달아났고 위험에서 구해졌다. 침략자들은 섬을 떠나기 전까지 엄청난 양의 전리품과 포로들을 가져갔다.
이전의 약탈, 제노바인들을 상대로한 야뉘스의 전쟁, 전염병, 메뚜기떼들의 습격과 함께 이 재앙은 엉세판의 삶으로 고통받던 키프로스의 농노들을 들고 일어나게 했다. 키프로스 반란의 지도자는 레프코니코(Lefkoniko)에서 왕으로 선언한 알렉시스였다. 이 반란은 많은 대중들의 지지를 받으며 퍼져나갔고, 키프로스의 많은 곳에서 그들 스스로의 지도자를 선출했다.
그동안 야뉘스는 카이로에서 굴욕을 겪었다:그들은 그를 쇠사슬로 묶은체 당나귀에 태워 술탄 앞으로 보냈다. 그는 강제로 무릎을 꿇고 술탄이 걸을때마다 땅에 9차례 절을 해야했다. 유럽인들은 이 사태를 중재했고, 충분한 금액으로 요구 몸값을 충족시킨 뒤에야 풀려날 수 있었다. 야뉘스는 또한 술탄에게 매년 세금을 받쳐야했다. 이 세금은 키프로스에서 프랑크인들의 지배가 끝난 후에도 계속되었다. 야뉘스와 함께 붙잡힌 포로들도 그들의 가족들이 몸값을 마련한 후에 풀려났다. 이들 중에 남겨진 이들은 노예로 팔려나갔다.
야뉘스가 포로로 있는 동안 귀족들과 왕가 출신들은 그의 석방을 위해 노력했고, 반면 알렉시스의 반란 문제를 다뤘다. 유럽의 도움으로 반란은 10달 만에 진압됐다. 지도자는 붙잡힌 후, 몇 차례의 고문을 한 후에 야뉘스가 카이로에서 파포스에 도착한 1427년 5월 12일 니코시아에서 처형되었다. 그는 1432년에 사망했고 그의 아들 장에게 왕위가 물려졌다.

킬리키아의 아르메니아 왕국 멸망 후, 뤼지냥 가문이 통치하는 키프로스는 중동의 유일한 기독교 국가였다.

장은 아메데아 팔레올로가와 혼인했고; 그녀는 1440년에 사망했다. 그후 그는 비잔티움 제국의 황제 마누엘 2세 팔라이올로고스의 손녀 엘레니 팔레올로이나와 혼인했다. 그들은 딸 두 명을 두었다. 그중 장녀 샬로트는 그에게서 키프로스의 왕위를 계승했다. 그는 또한 마리에타 데 파트라스라는 정부에게서 사생아 자크를 두기도 했다. 자크는 16세의 나이에 니코시아의 대주교가 되었지만, 왕실의 체임벌린을 살해한 후 그의 직위는 해제되었다. 장은 결국에는 그를 용서하고, 1458년에 그가 사망하기 전까지 그의 후계자로서 자크라는 이름을 내려주면서 준비를 하였다. 그의 자리는 딸 샬로트가 계승했다.
샬로트의 통치는 문제가 많고 짧았다. 그녀는 제네바 백작 루이지 디 사보이아와의 결혼을 통해 제노바와 동맹을 맺는 데 성공했지만 그것은 쓸데없는 것으로 판명되었다. 그녀의 배다른 형제 자크가 이집트의 술탄 사이프 앗딘 이날과의 동맹을 맺은 것이였다. 그들의 연합군은 파마구스타를 재점령했고, 그들의 해안 봉쇄는 키레니아의 성에서 3년간 샬로트를 강제로 머물게 했다. 1463년 그녀와 루이지는 키프로스를 떠나 로마로 향했고, 교황 비오 2세의 환대를 받았다.
자크는 왕위에 올랐고 베네치아와의 동맹을 맺기 위해 1468년에 카테리나 코르나로와 혼인했다. 1472년 카테리나는 키프로스에 도착했고 자크는 의심스러운 정황속에 몇 달만에 사망하고 말았다. 그들의 아들 자크 3세 드 뤼지냥도 생후 1년만에 사망하면서, 뤼지냥 왕국의 종말을 가져왔다.

## 유산
"...뤼지냥 가는 수 많은 작위들을 축적하여, 로마의 황제들이 그랬던거처럼 그들의 영향력을 멀리 방대하게 그들의 영향력을 넓혔다."— 폴 사이어, King Arthur's European Realm: New Evidence from Monmouth's Primary Sources

키프로스 방계 외에도, 푸아티에 백작 알퐁스 드 푸아티에(Alphonse de Poitiers)를 통해 18세기 뤼지냥 가의 영지는 방계 가문 별로 나뉘었다:
- 뤼지냥르제 가(Lusignan-Lezay)
- 뤼지냥부방 가(Lusignan-Vouvant)
- 뤼지냥코냐크 가(Lusignan-Cognac)
- 뤼지냥자르나크 가(Lusignan-Jarnac) - 되(d'Eu) 백작
- 뤼지냥시동 가(Lusignan-Sidon)
- 뤼지냥과 라마르슈 백작령을 유지하는 본가

프랑스 내 두 뤼지냥 영지는 1618년과 1722년에 각각 루이 13세와 14세에 의해 백작령으로 승격했다.

### 뤼지냥 공작
1880년에 옛 마론회의 성직자 카프타(Kafta)는 그의 아내 마리가 기 드 뤼지냥의 후손임을 선언하고 키프로스, 예루살렘, 아르메니아의 뤼지냥 가 공녀라고 칭했다. 그는 기 드 뤼지냥라는 이름과 공작이라는 작위를 취했다. 그들은 자기들만의 훈장 판매를 시작했다. 1905년에 기/카프타가 사망한 후에는 마리의 애인이 그랜드 마스터가 되었고 달비 드 그라티니(d'Alby de Gratigny) 공작이라 불렸다. 그는 1910년 모조 미술품 스캔들에 연루되었다.

### 가문 훈장
1880년대의 자칭 공작은 훈장들을 팔았는데, 이것들은 경우에 따라면 뤼지냥 가와 관련있는 실제 역사적 기사단들과 관련 있던 것들이였다.
시나이산의 성 카트린 훈장"bras-de-fer"라는 별명을 지닌 로베르 드 뤼지냥이 1063년에 시나이산의 성녀 가타리나 수도원으로 성지 순례를 위해 성전을 벌인 기사들을 위해 만들어졌다.
멜리진 훈장1186년에 키프로스와 예루살렘의 왕비 이자벨 디블랭에 의해 만들어졌다. 뤼지냥 가의 시조인 레이몬 드 포레즈(Raymond de Forez)의 전설적인 요정 아내인 멜리진에게서 이름 붙여졌다.
키프로스 또는 침묵의 검 훈장킬리키아의 아르메니아 왕국을 위해 1195년에 기 드 뤼지냥이 만들었다.
아르메니아의 성 블라시우스 훈장자칭 공작에 의해 주어지지는 않았지만, 12세기 킬리키아의 아르메니아 왕국에서 주어지는 것으로 명성이 있었다. 블라시우스는 뤼지냥 가의 수호 성인이다.

## 성과 궁정

### 프랑스

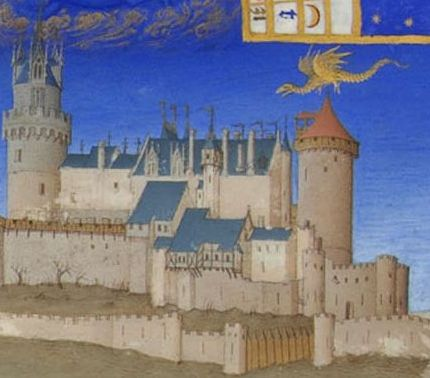
전성기 시절 프랑스 내에서 가장 큰 성이던 뤼지냥 성
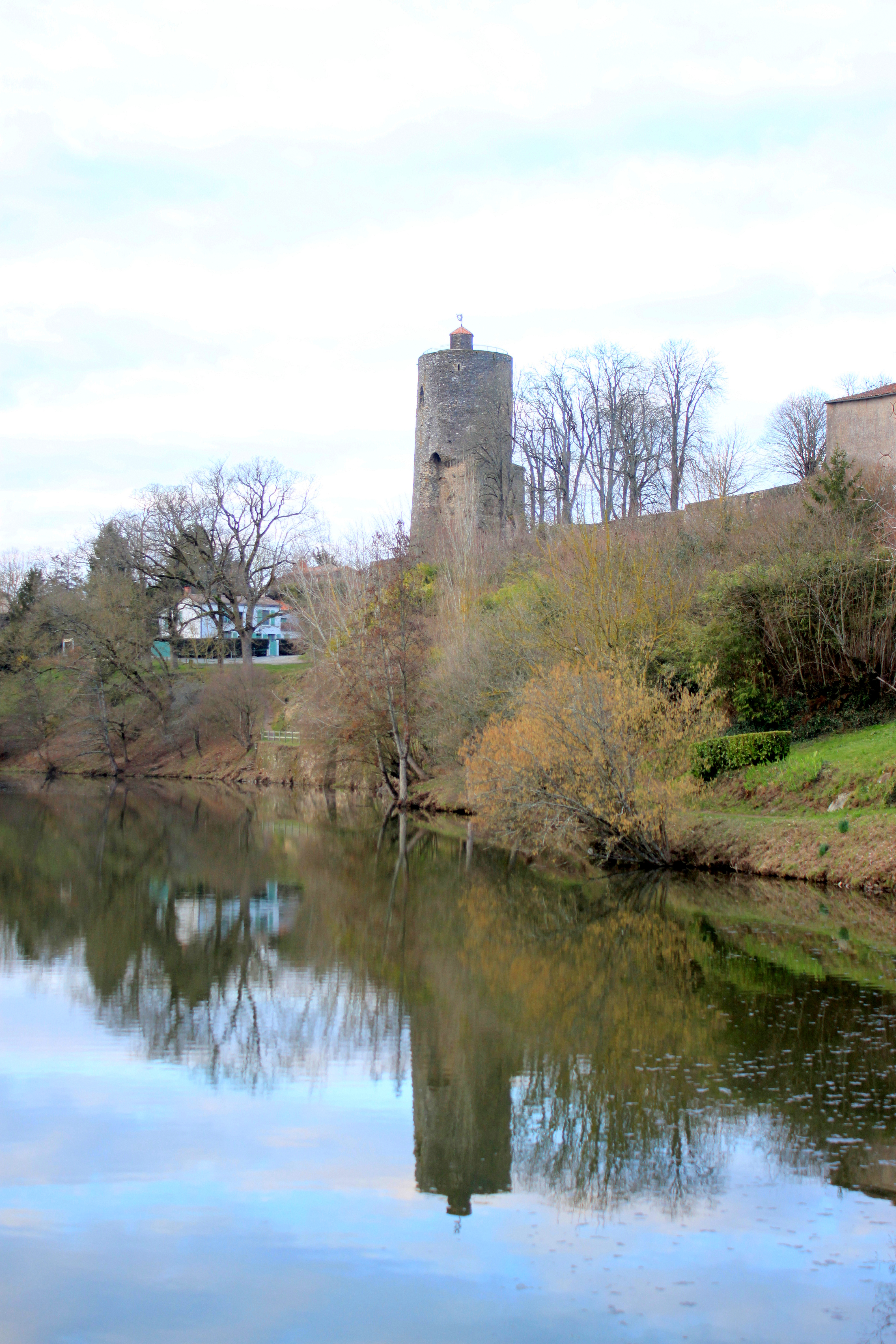
부방의 방어 시설을 보조하기 위해 15세기에 건설된 아성인 투르 묄루진.
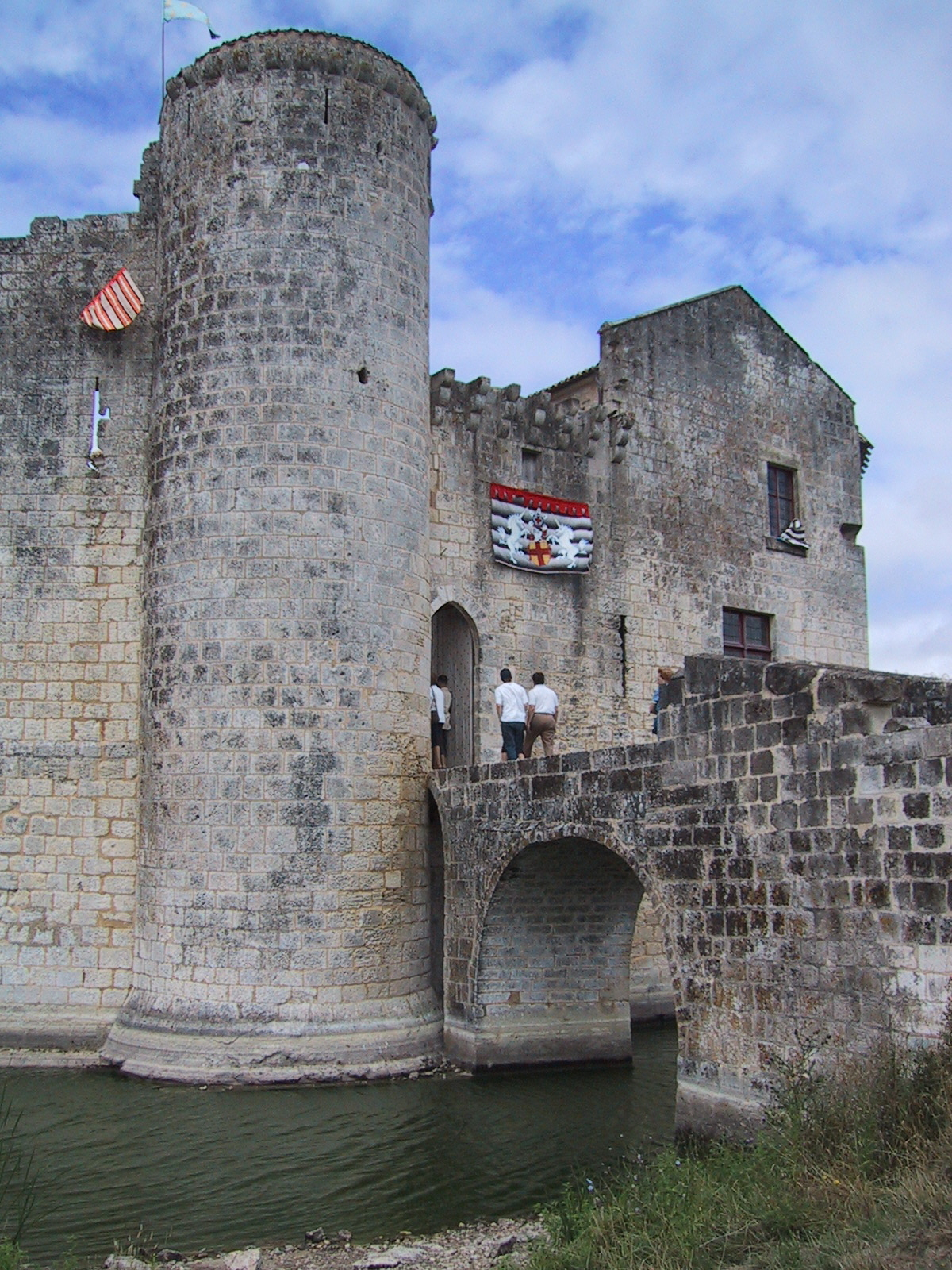
성 장 당글 성
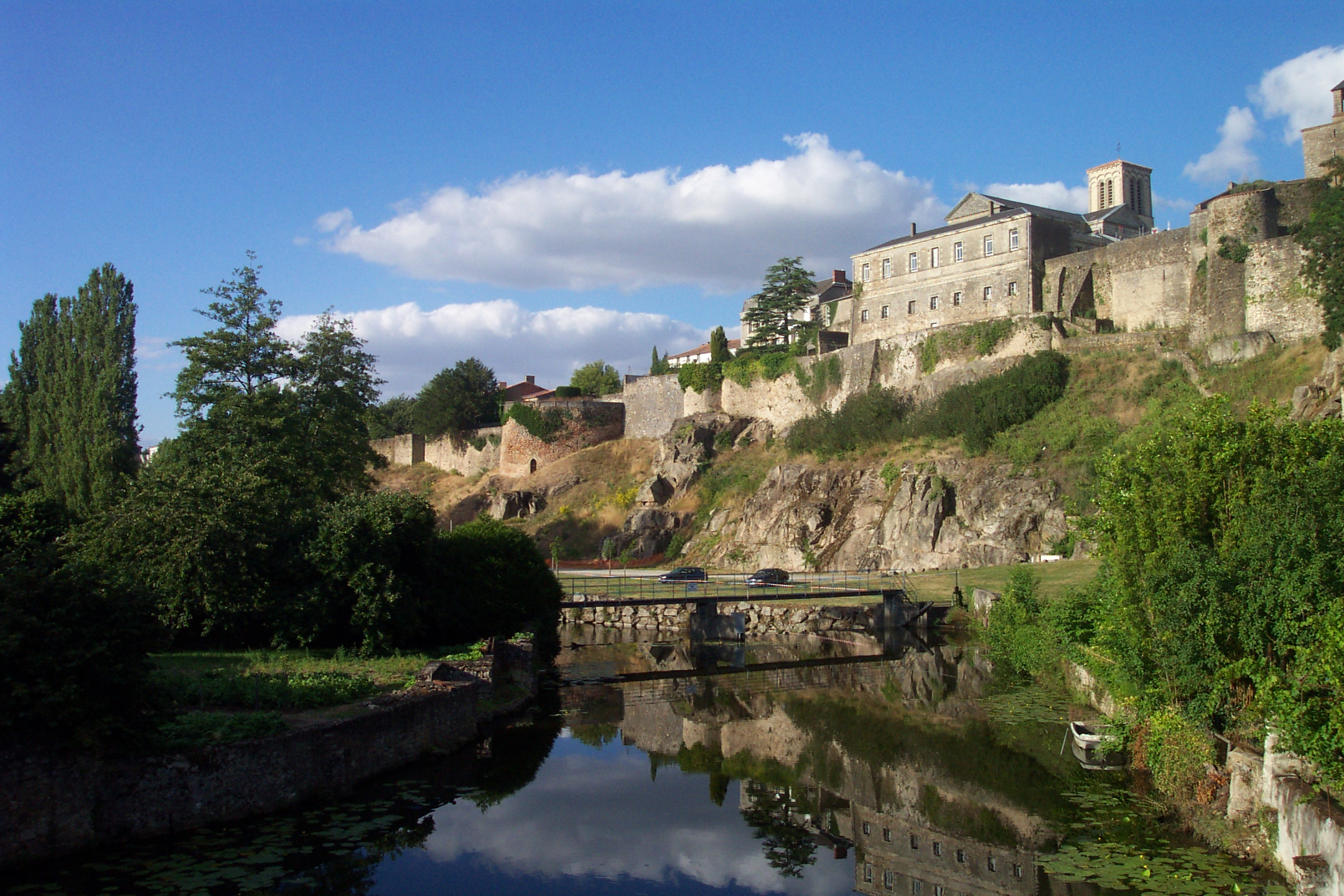
파르트네 성
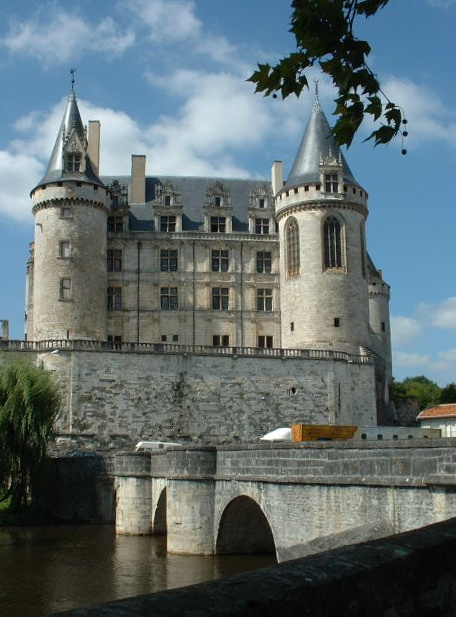
라 로슈푸코 성

### 예루살렘

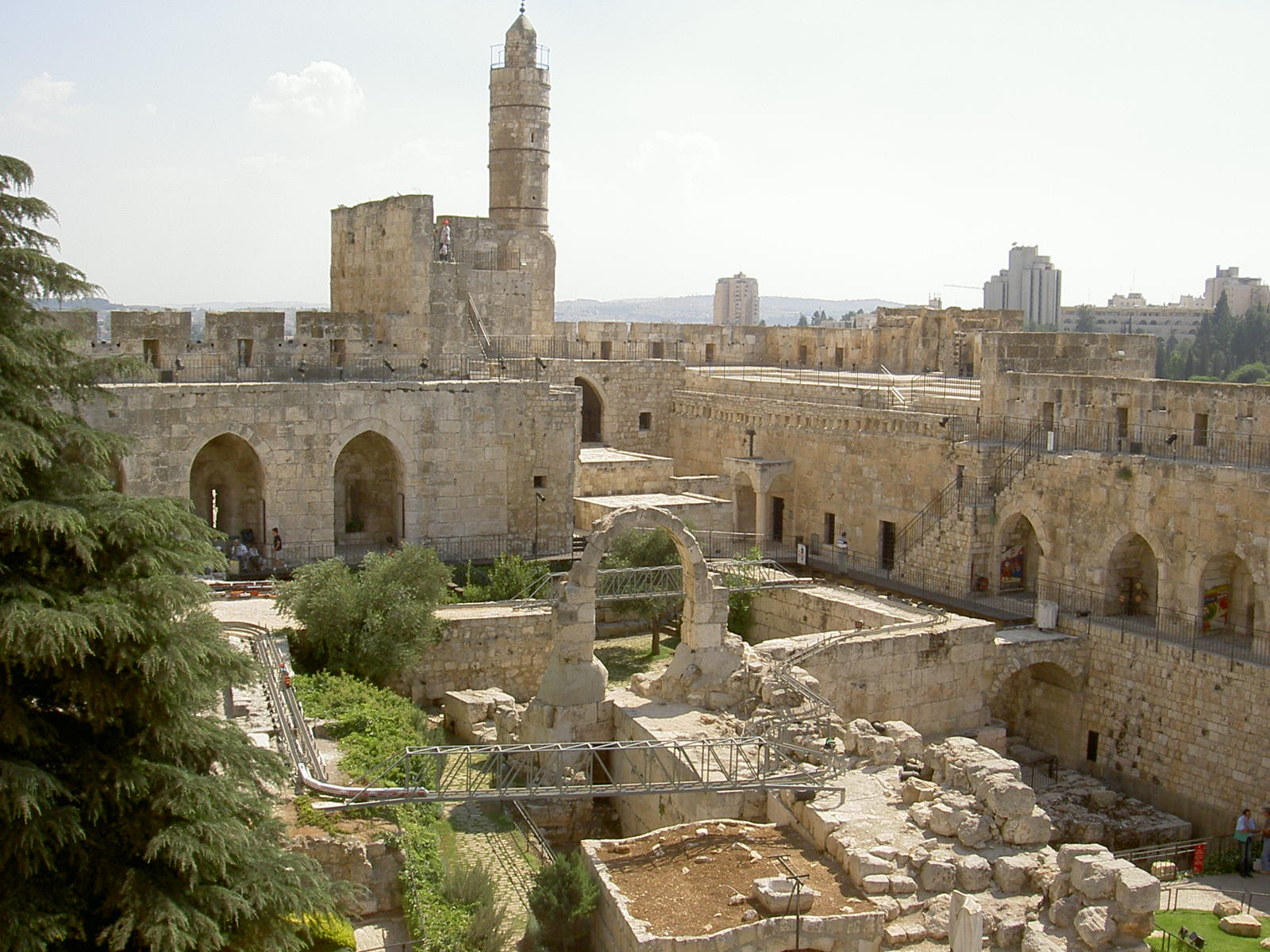
다윗의 탑
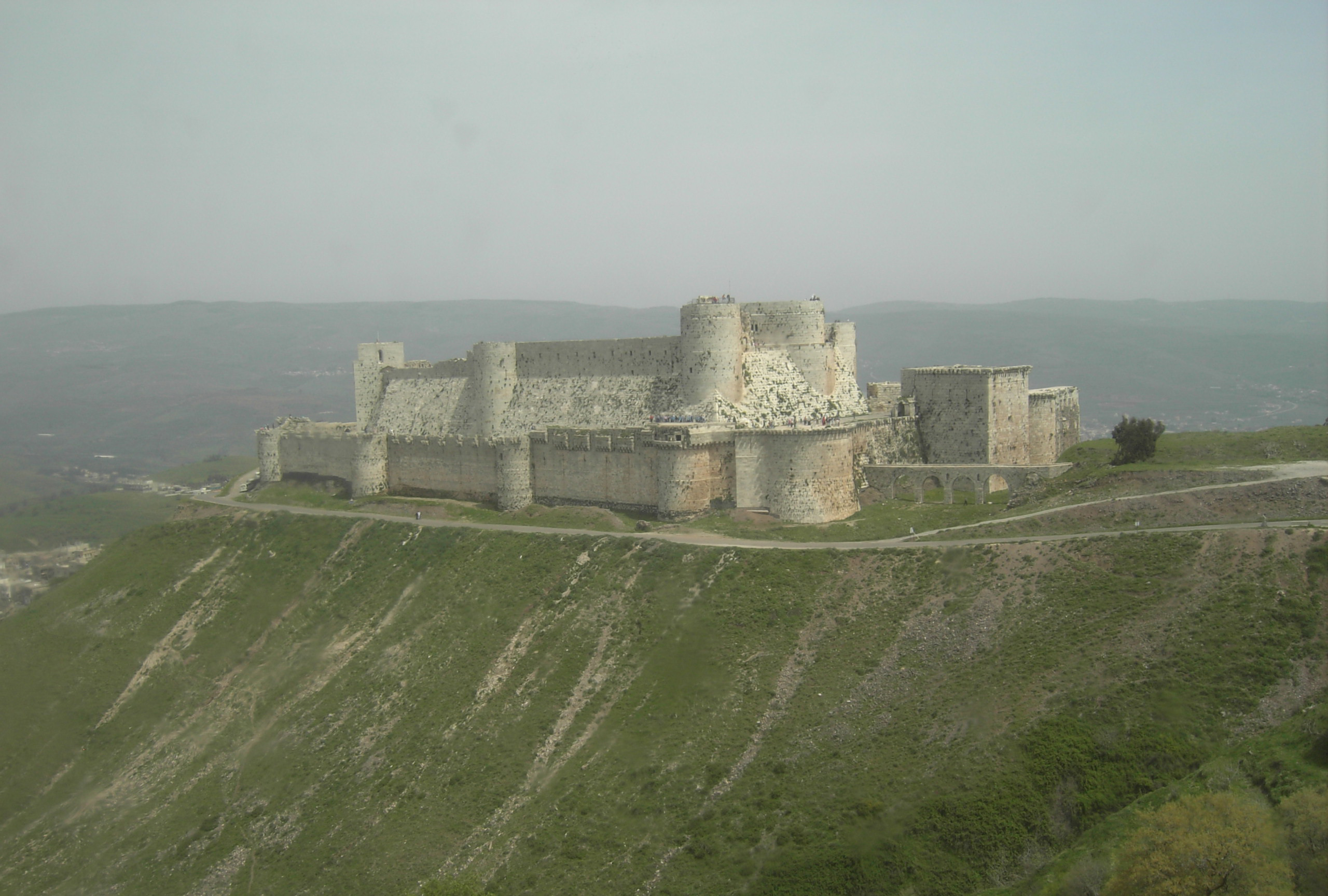
크락 데 슈발리에
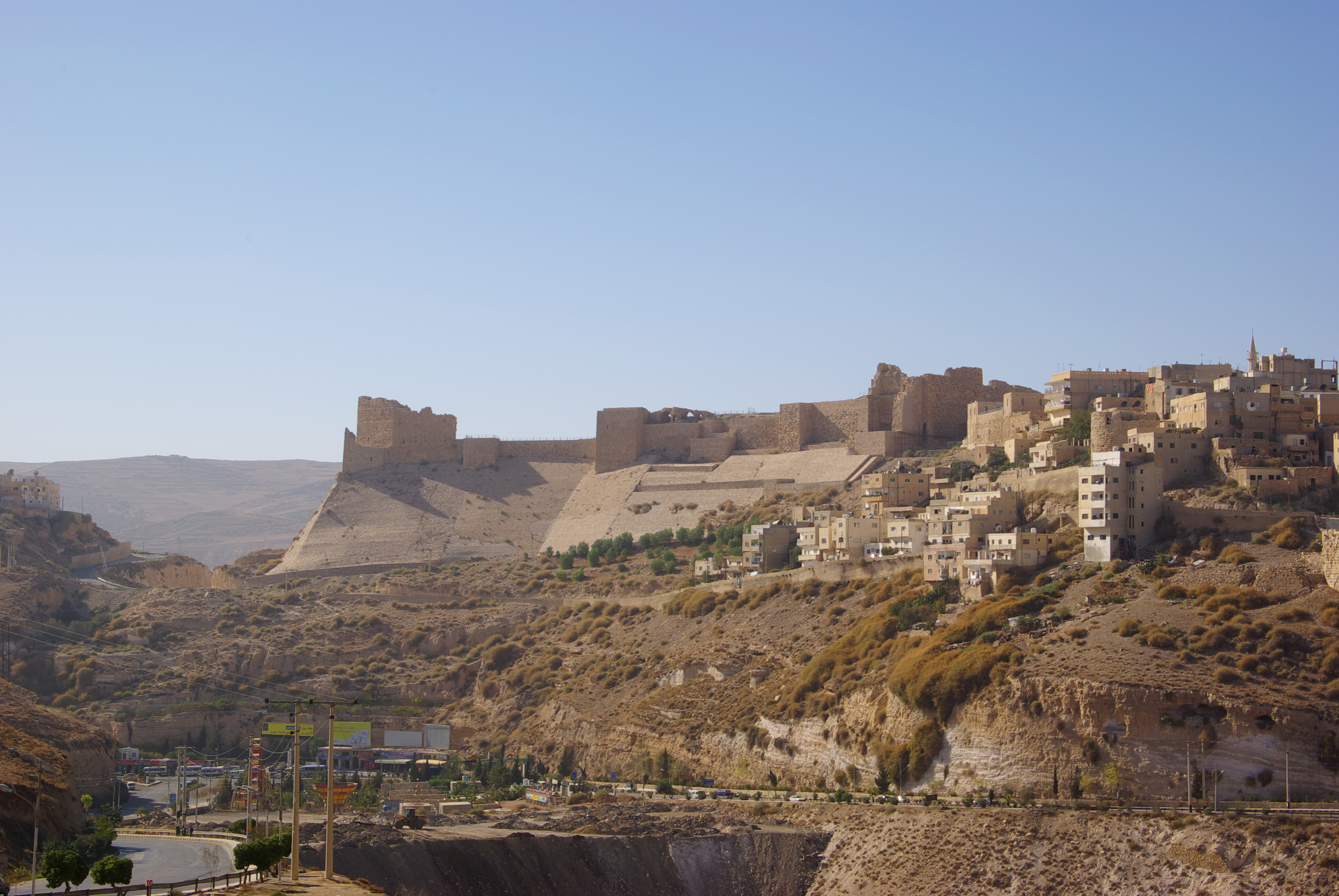
케락 성
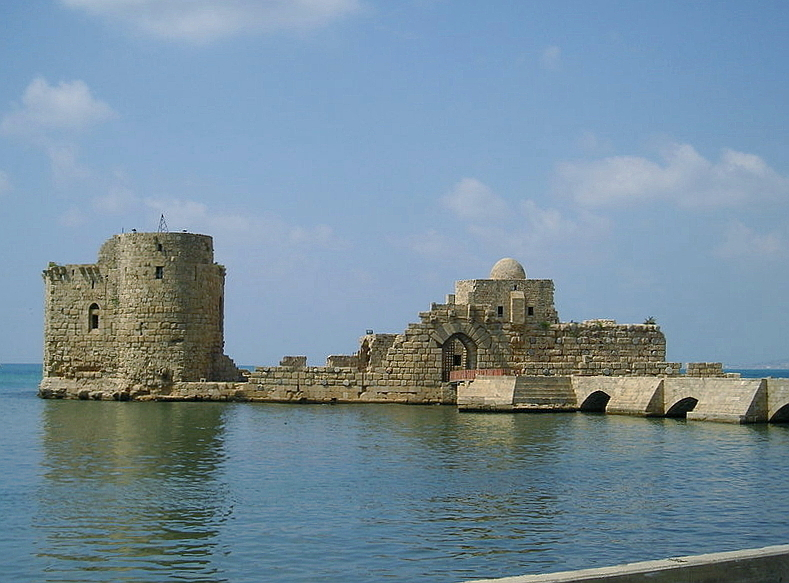
시돈 해성
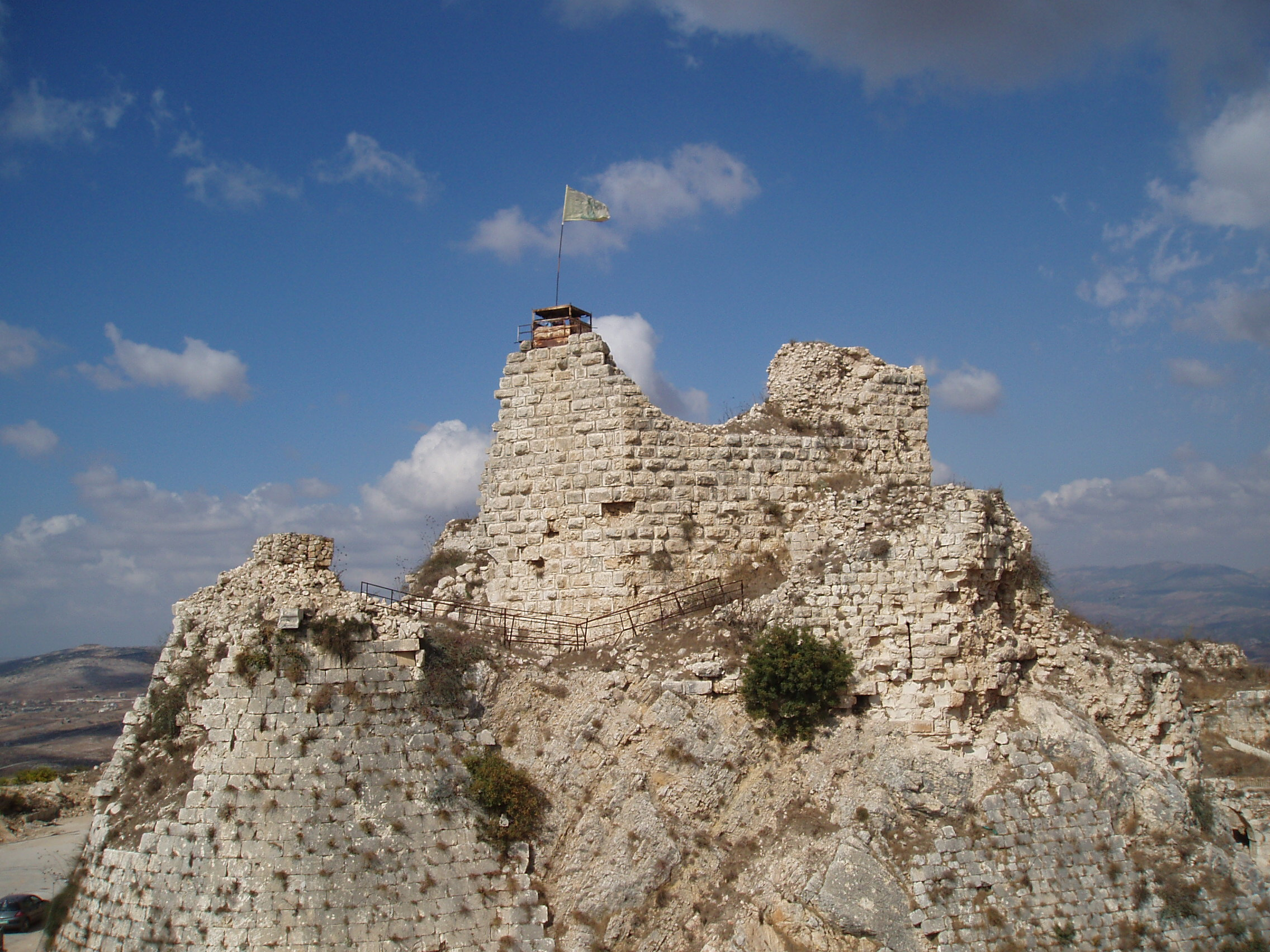
보포르 성

### 키프로스

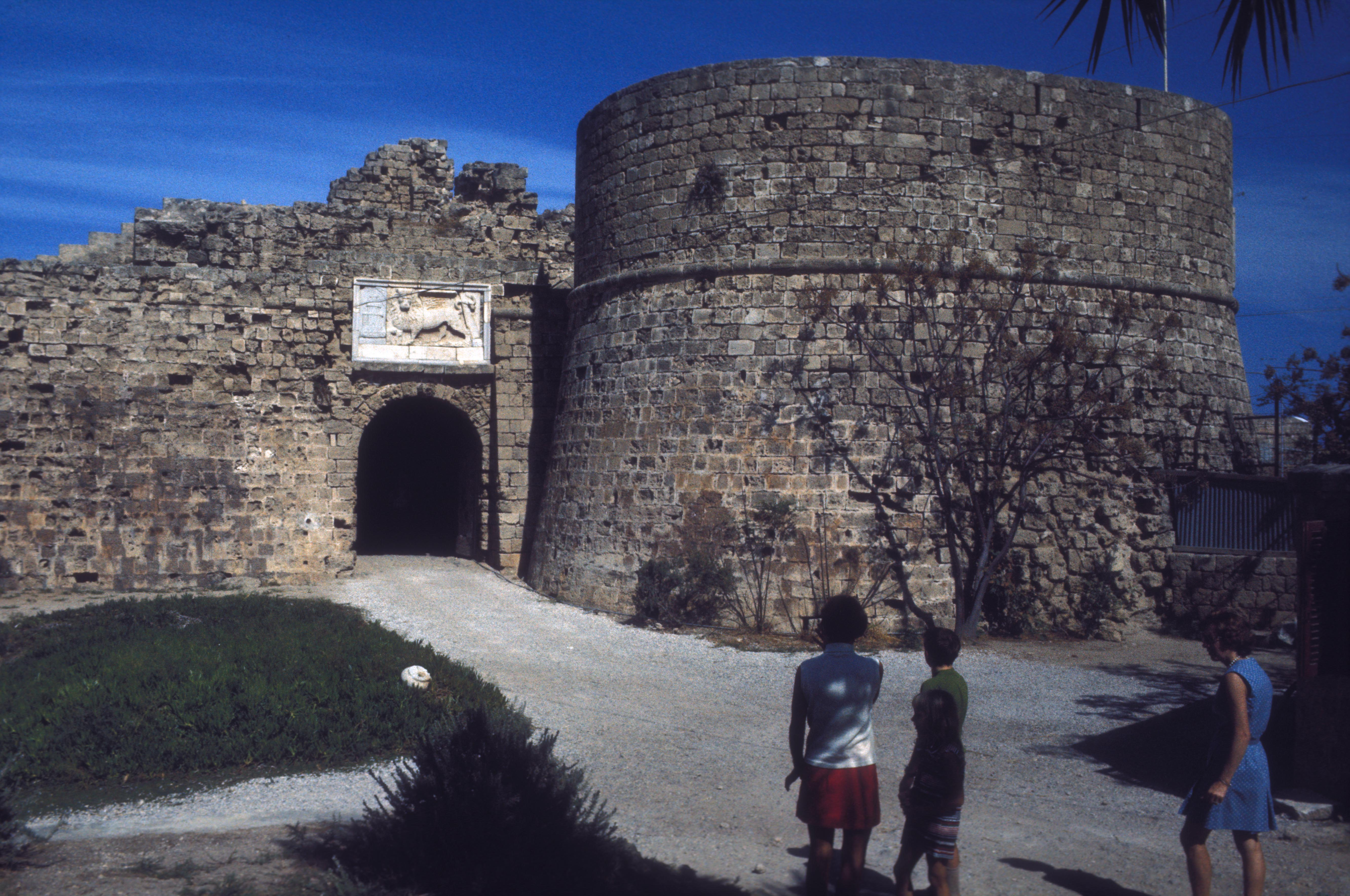
파마구스타의 왕궁
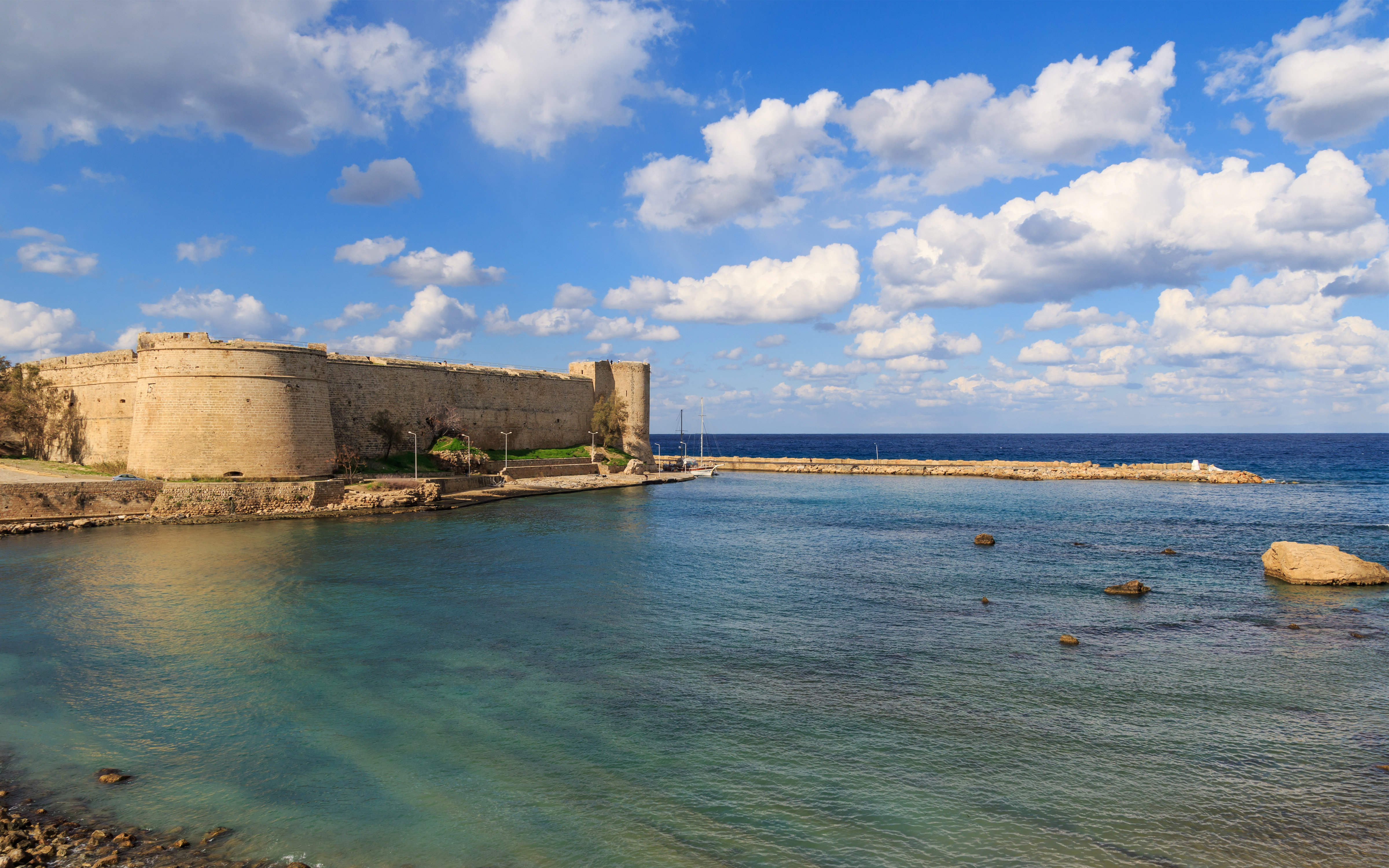
키레니아 성
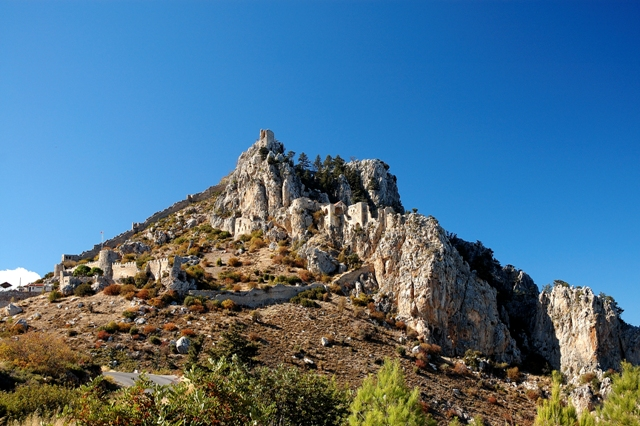
성 힐라리오 성
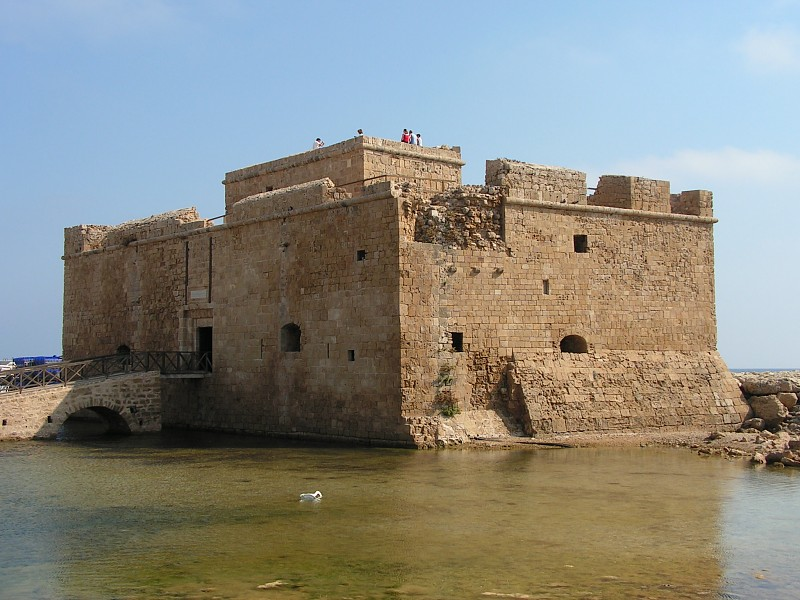
파포스
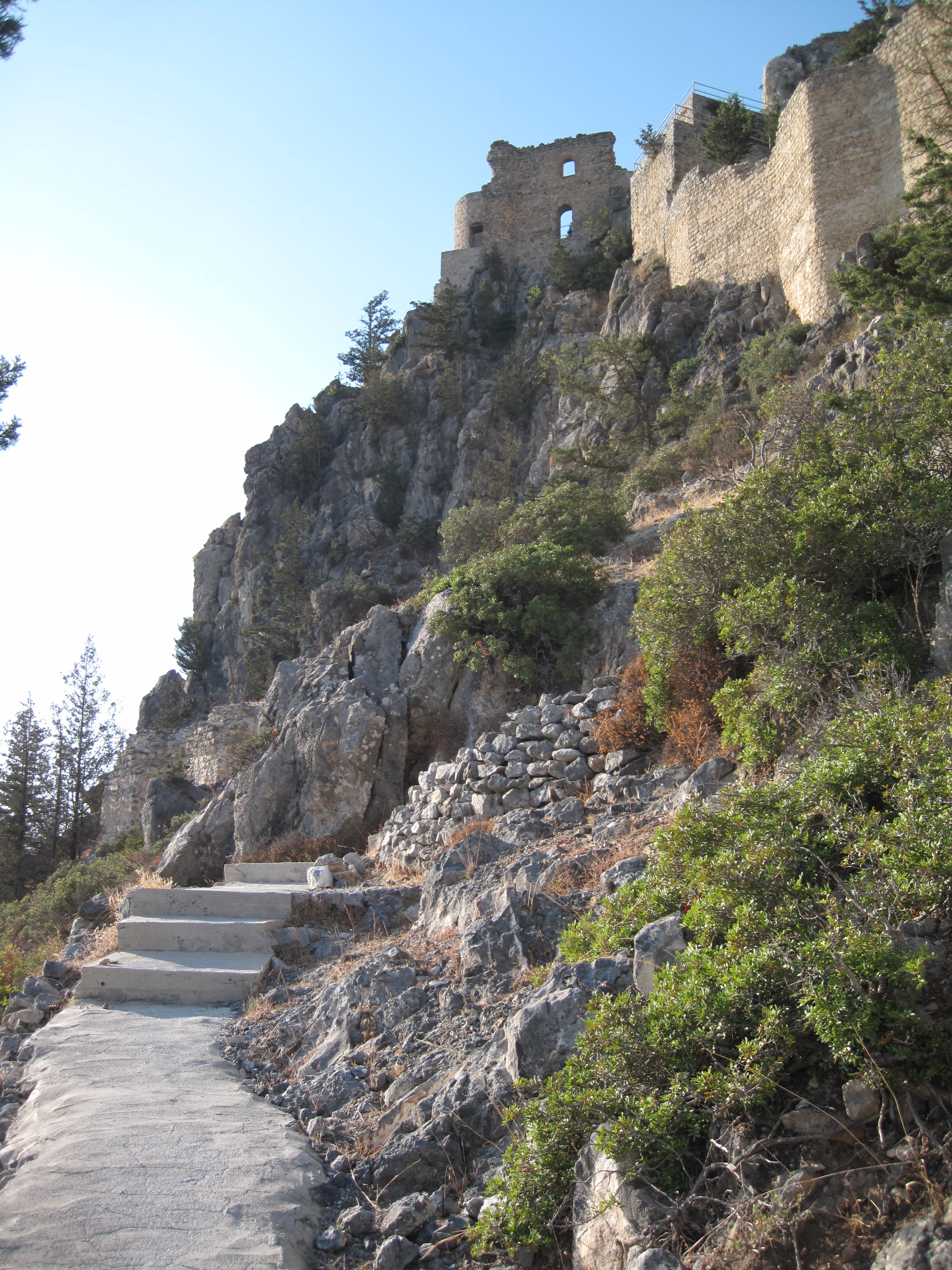
부파벤도 성
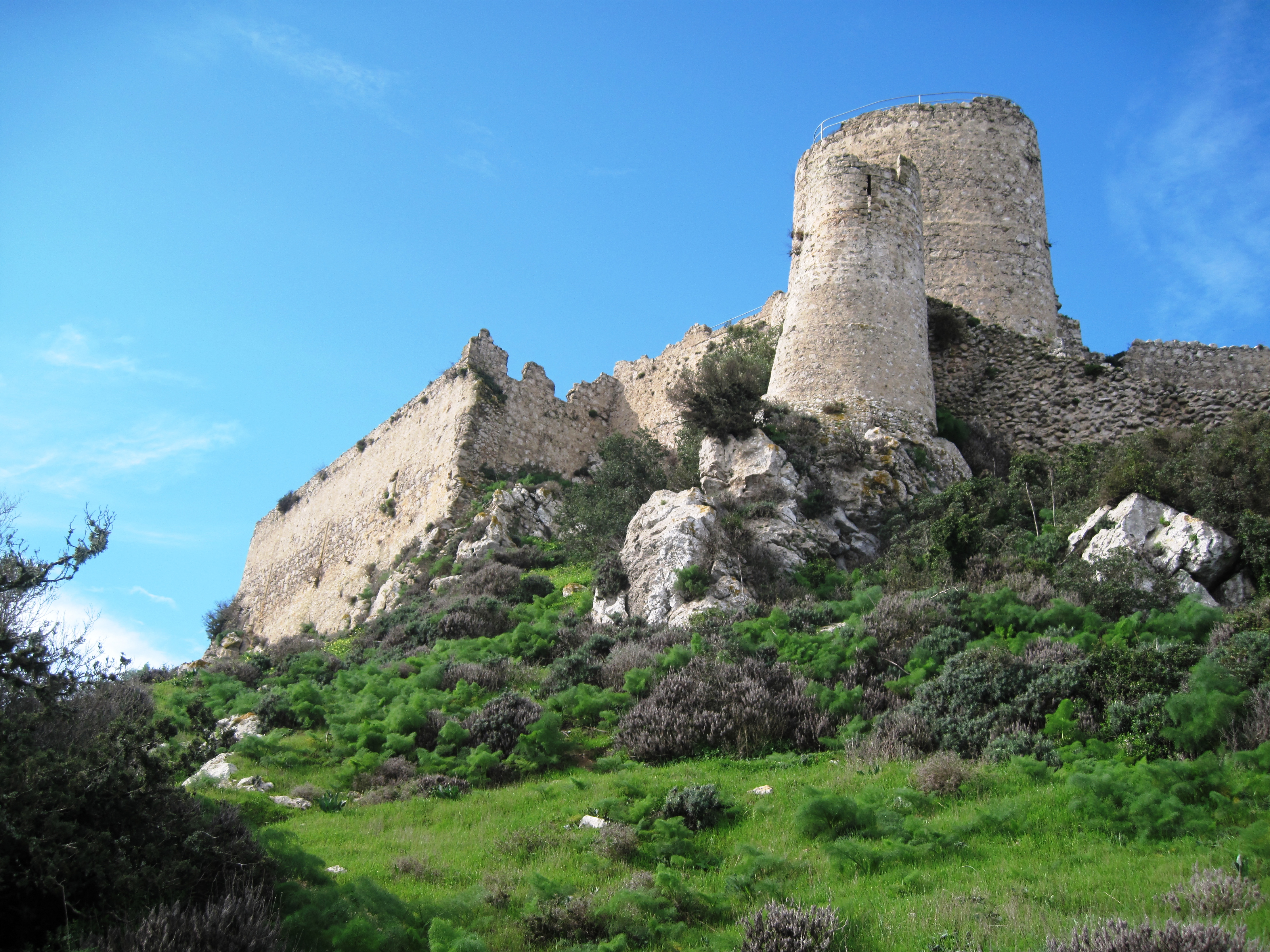
칸타라 성

### 아르메니아의 킬리키아

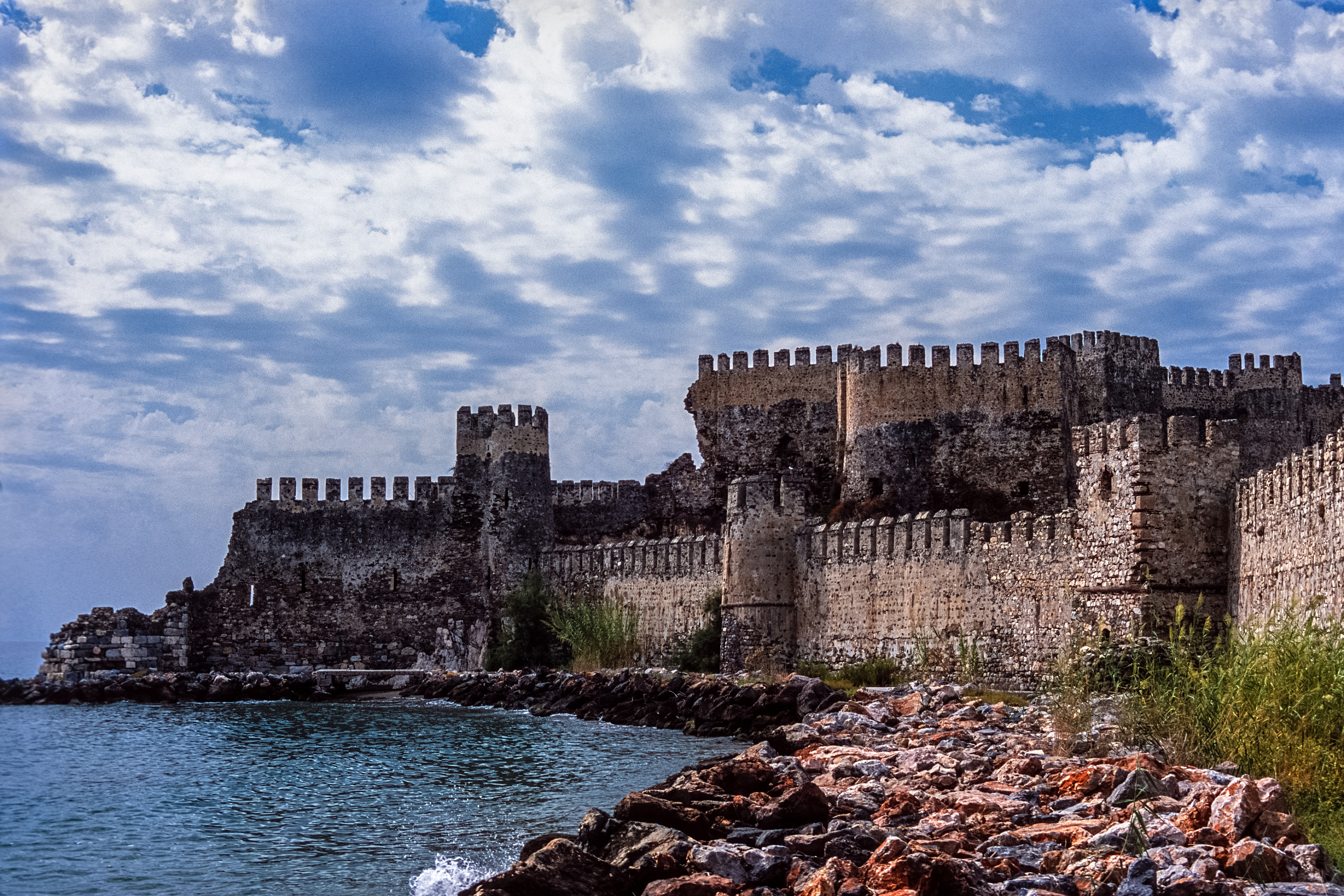
마무레 성
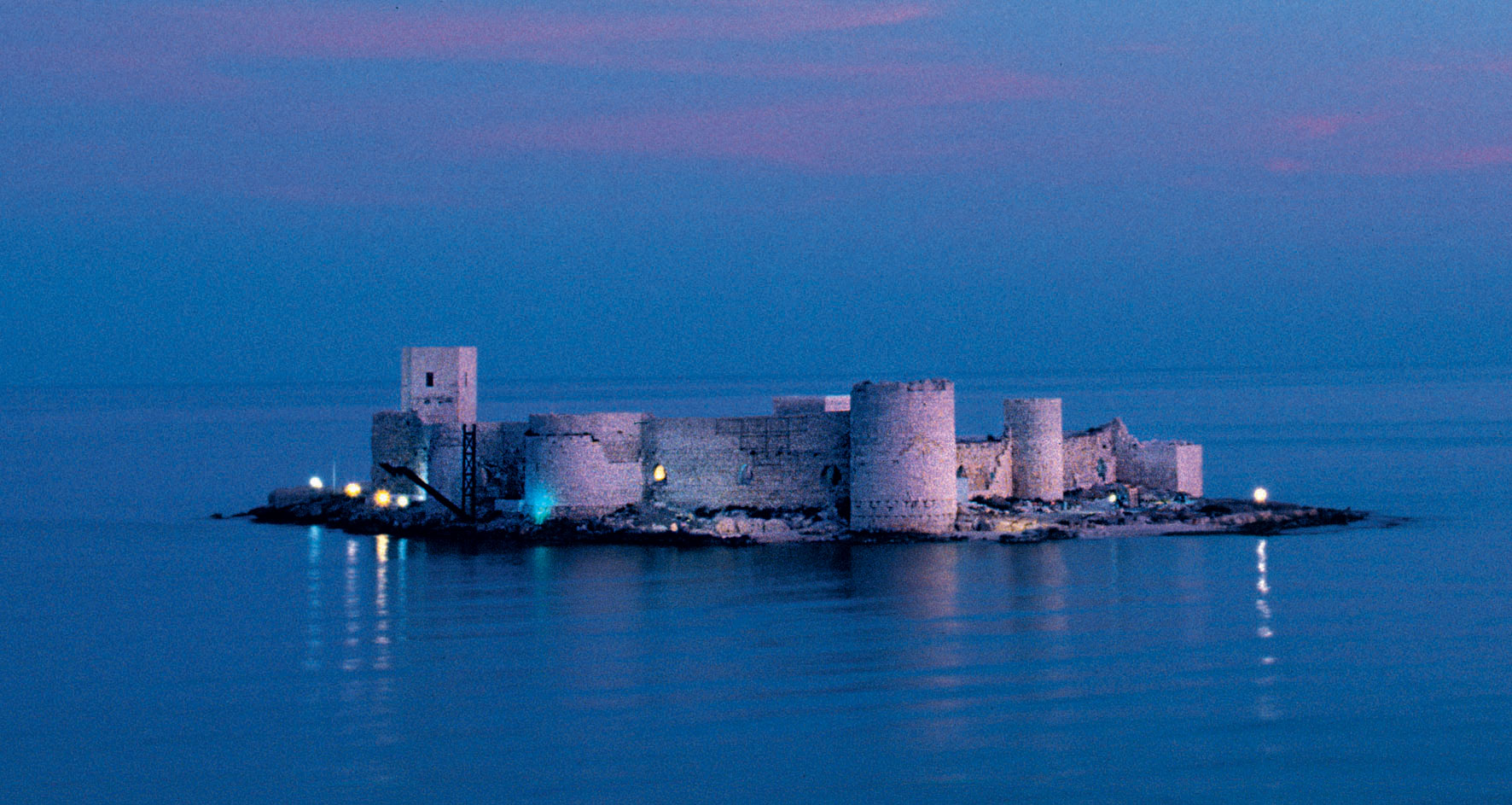
코리코스
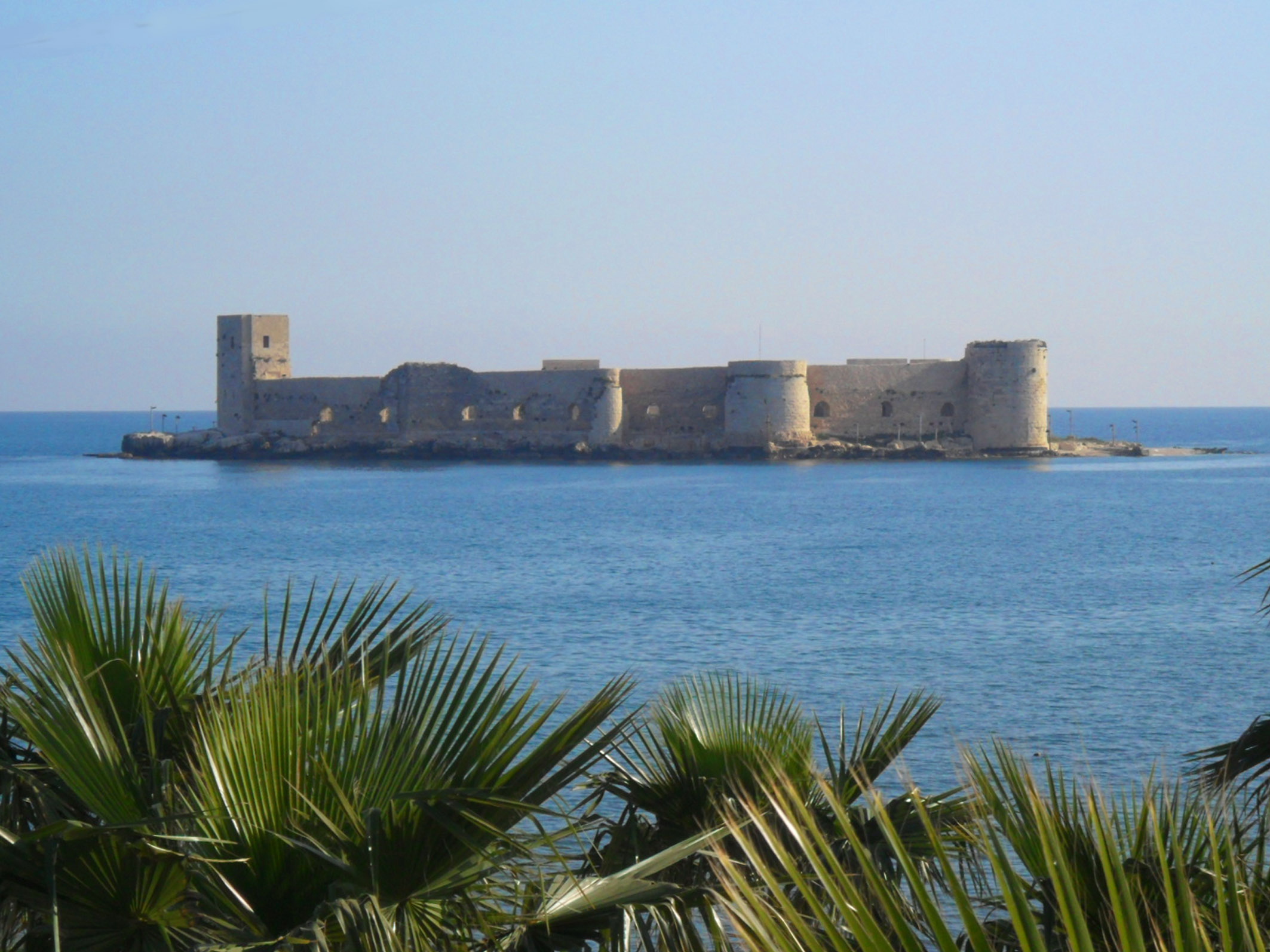
크즈칼레시
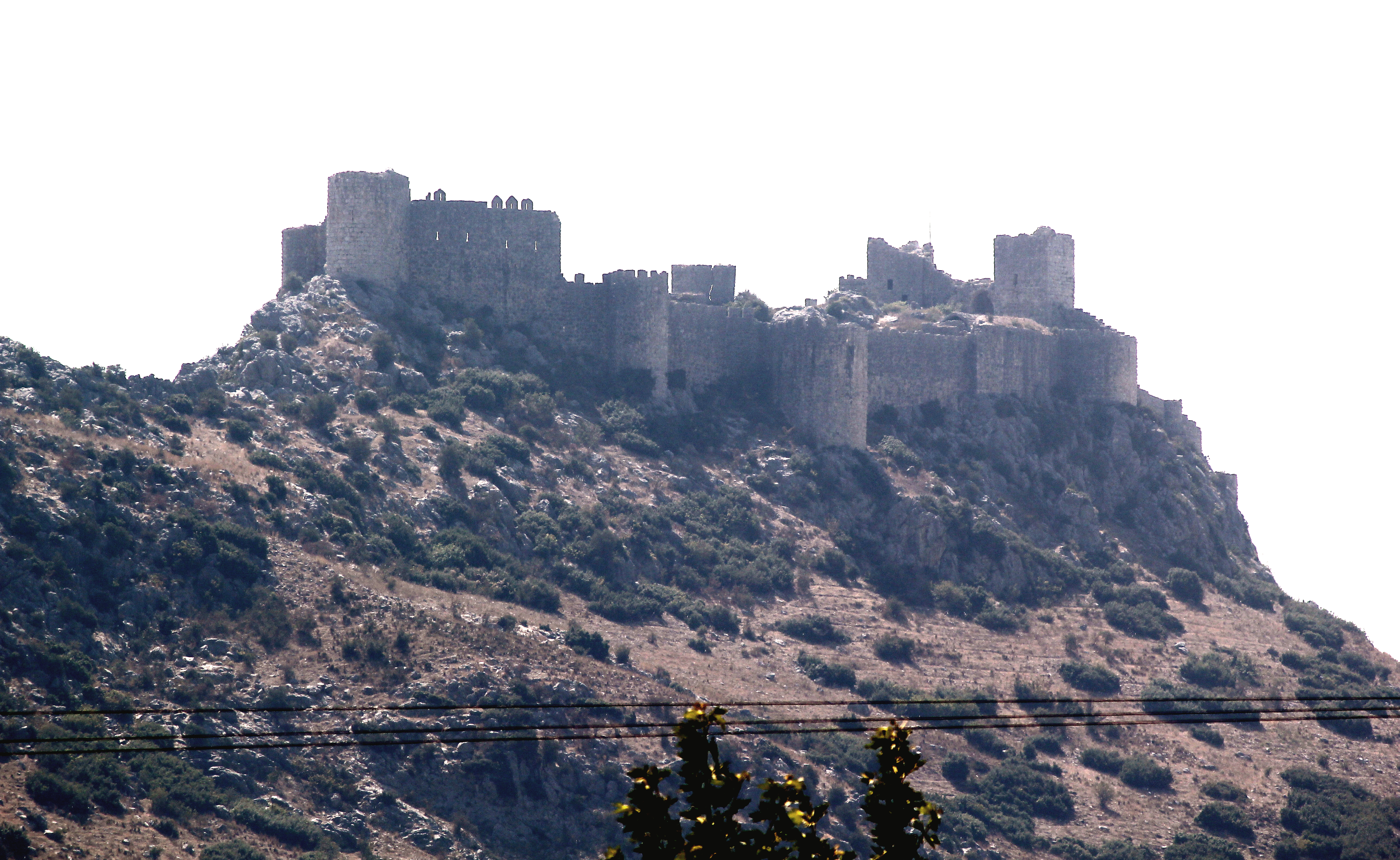
이을랑칼레 "뱀들의 성"

## 신화

### 멜리진

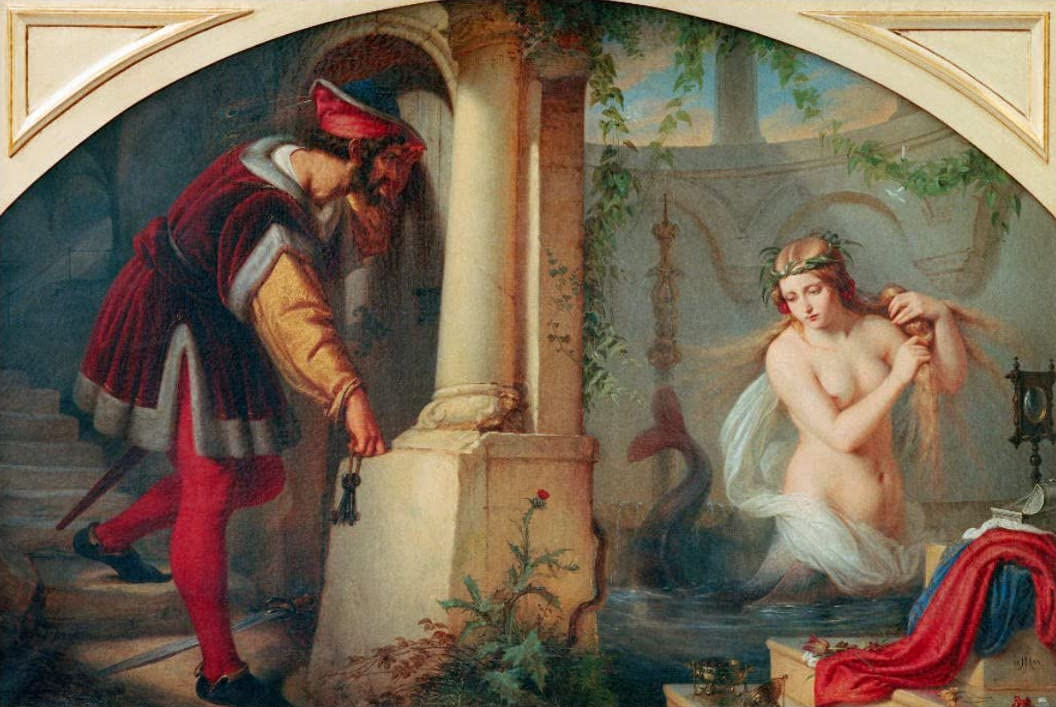
묄루진의 비밀이 드러나다. "Die schöne Melusine", 1844년 율리우스 휘브너 작.

유럽의 민간 전승에 따르면, 뤼지냥 가는 요정 멜리진에 의해 세워졌다. 전설속에서 묄루진은 아발론으로부터 추방당했고 매주 토요일마다 허리 아래가 뱀으로 변할 운명에 쳐해졌다. 어느날 푸아투의 귀족 레이몽이 숲속에서 우연히 그녀를 마주졌다. 그는 방금 사냥 사고로 삼촌을 살해하고 말았고 혼란스러워 했다. 멜리진은 그런 그를 도왔으며, 그는 나중에 그녀를 찾으러 돌아왔다. 그는 결혼을 제안했고 매주 토요일에 혼자 남아 있어야한다는 조건에 동의했다.
레이몽은 이 조건에 동의했고, 왕조를 세우게 되는 자녀 10명을 두었다. 그들은 15일만에 뤼지냥 성을 지었고, 성에는 묄루진이라는 이름이 붙여졌다. 어느날 레이몽의 형제가 왜 그녀가 토요일마다 사라지는지에 대해서 물어봤고, 레이몽은 그것이 그들의 결혼 조건이라 말했다. 한 형제가 문을 통해 멜리진이 몸을 앃는 것을 보고 말았다. 그녀는 허리 아래로는 뱀이였거나 또는 일부 자료에 따르면 인어였다. 그는 이 사실을 레이몽에게 말했고, 멜리진은 이 사실을 깨닫고, 배신에 눈물을 흘리며 용으로 변해 날아가 버렸다. 그녀는 새로운 뤼지냥 가 출신이 영주가 될 때마다 성 위로 날아 다녔다고 한다. 이거 인어가 뤼지냥 가의 문장인 것과 용이 그들의 지지자인 이유이다. 이 문장은 가문의 여러 성들에 장식되었다.
플랜태저넷 가도 묄루진에게서 혈통을 공유하고 있다고 주장했다.

## 대중 문화에서
- 키프로스의 피에르 1세는 《캔터베리 이야기》에서 언급된다.
- 가문의 신화적인 시조인 멜리진은 스타벅스의 로고로 사용되고 있다.[17]
- 영화 《킹덤 오브 헤븐》은 마르톤 초카시가 연기했던기 드 뤼지냥과 함께 하틴 전투와 예루살렘 함락을 중심으로 하고 있다.
- 프로망탈 알레비의 1861년 오페라 《시프레의 여왕》
- 기 드 뤼지냥은 조반니 보카치오의 《데카메론》에서 주인공이다.
- 토마스 아퀴나스의 정치 논문 《On Kingship》은 키프로스의 위그 3세를 위해 저작했다.
- 월터 스콧 경의 《스코틀랜드 변두리지방의 민요》(1802–1803)은 초자연적 생명체인 멜리진의 전설에 대해 이야기하고 있다.

## 참고 서적
- Chisholm, Hugh, 편집. (1911). 〈Lusignan〉. 《브리태니커 백과사전》 17 11판. 케임브리지 대학교 출판부. 130–131쪽. Endnotes:
  - 루이 드 마 라트리, Histoire de l'île de Chypre sous les princes de la maison de Lusignan (Paris, 1852-1853)
  - W. Stubbs, Lectures on Medieval and Modern History (3rd ed., Oxford, 1900)

| 왕조 뤼지냥 가       |                                                  |                      |
| 이전 앙주 가         | 예루살렘 왕국의 통치 가문 1186–1192              | 이후 알레라미치 가   |
| 이전 플랜태저넷 가   | 키프로스 왕국의 통치 가문 1192–1474              | 이후 베네치아 공화국 |
| 이전 호엔슈타우펜 가 | 예루살렘 왕국의 통치 가문 1268–1474              | 이후 단절            |
| 이전 헤투미 가       | 킬리키아의 아르메니아 왕국의 통치 가문 1342–1344 | 이후 네기르 가       |
| 이전 네기르 가       | 킬리키아의 아르메니아 왕국의 통치 가문 1362–1467 | 이후 단절            |